# Folgen der globalen Erwärmung

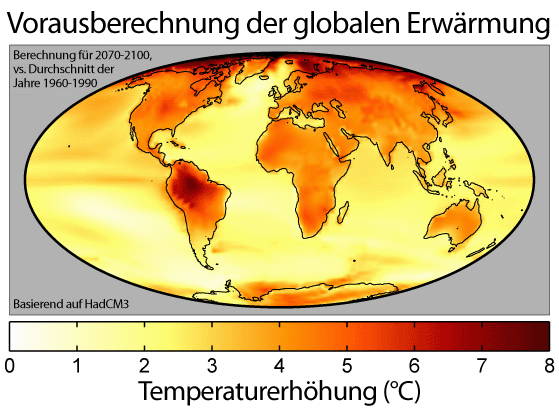
Eine Karte der prognostizierten globalen Erwärmung zum Ende des 21. Jahrhunderts. In diesem verwendeten HadCM3-Klimamodell beträgt die durchschnittliche Erwärmung 3 °C. Bis 2100 wird sich die Erde nach Angaben des IPCC um 1,1 bis 6,4 °C erwärmen, je nach Menge der ausgestoßenen Treibhausgase und der genauen Klimasensitivität.

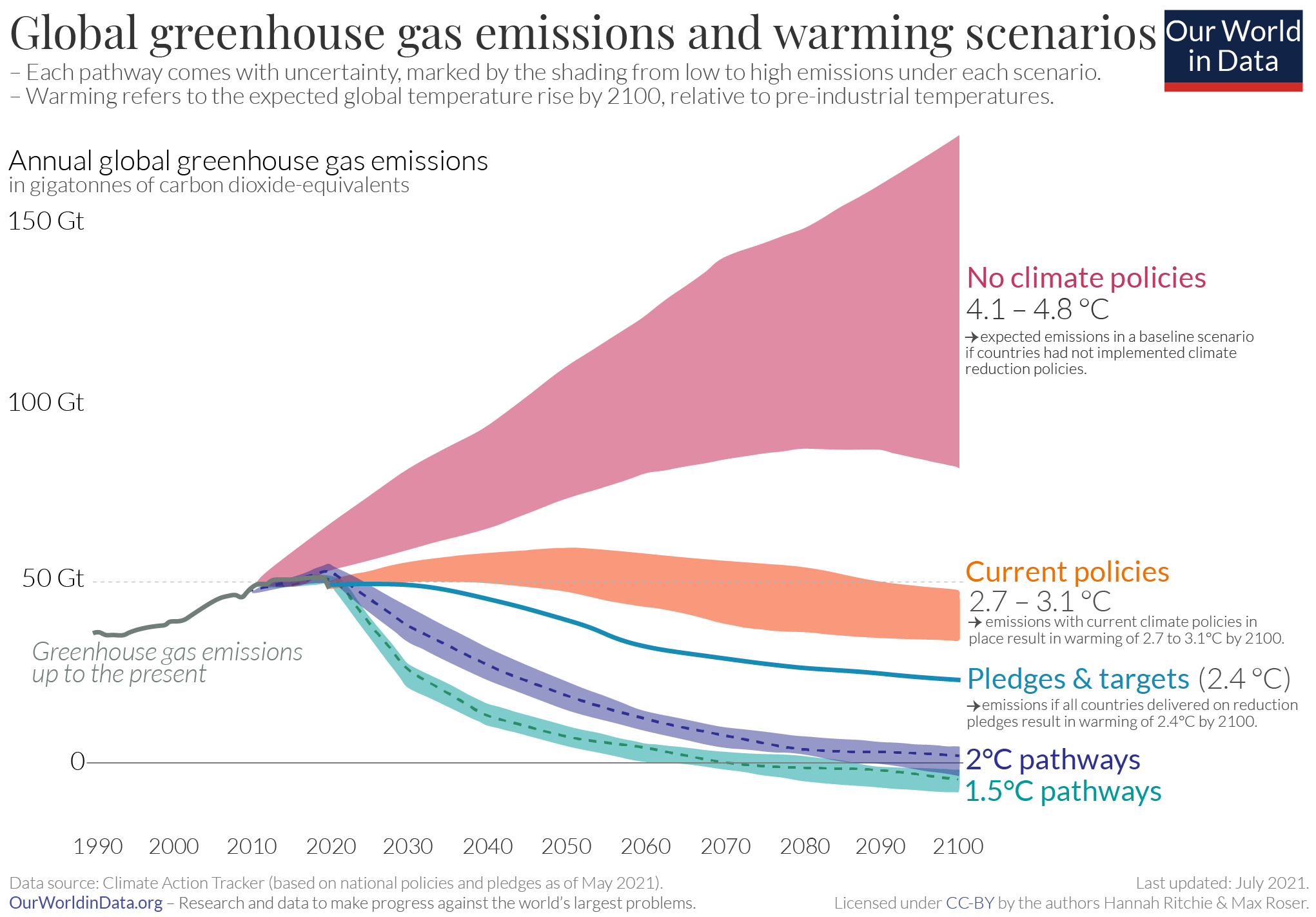
Mögliche Zukunftsszenarien globaler Treibhausgasemissionen

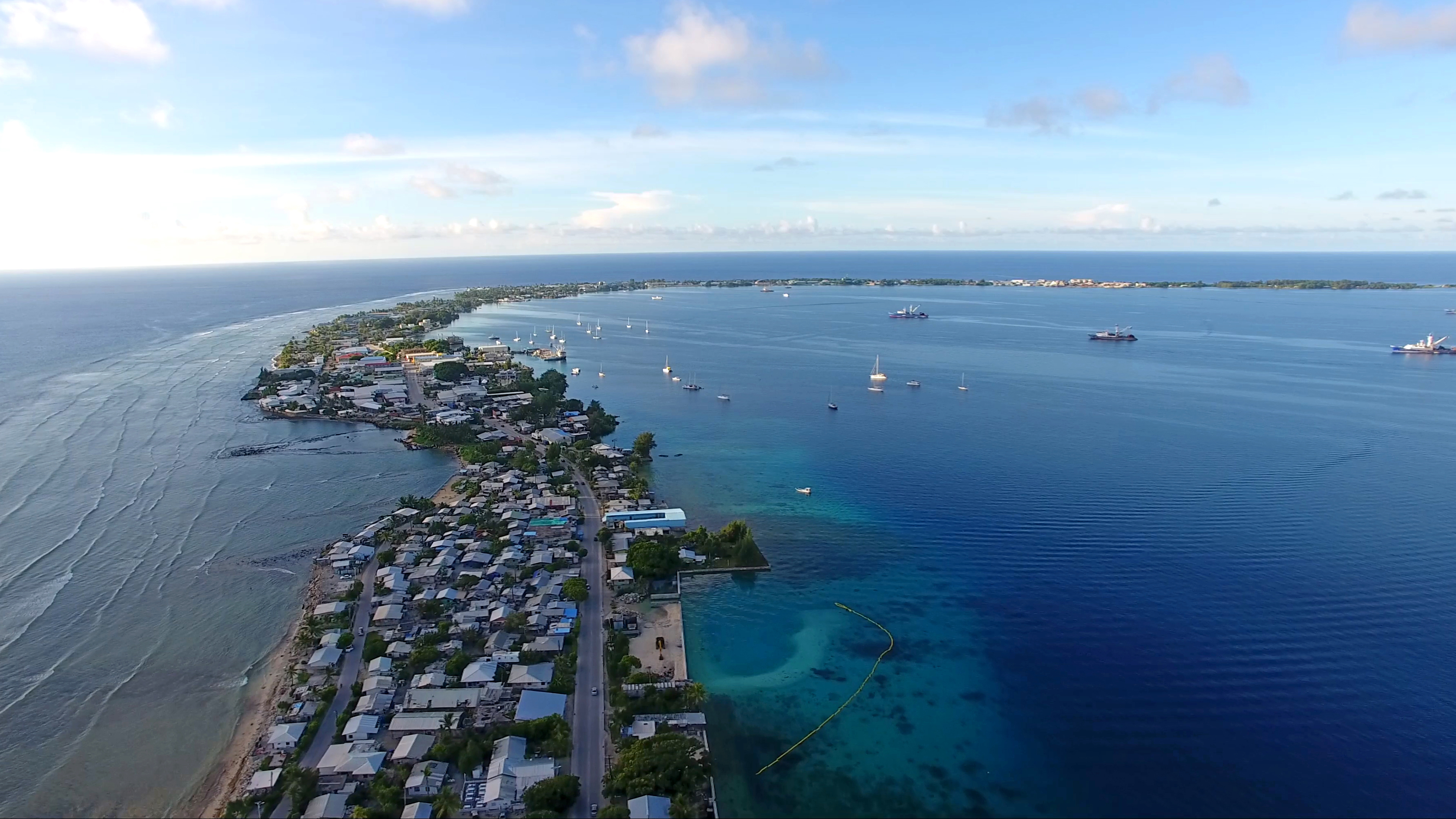
Sichtbare Folgen der globalen Erwärmung: Anstieg des Meeresspiegels auf den Marshallinseln (Luftaufnahme aus dem Dokumentarfilm One Word von 2020)

Mit Folgen der globalen Erwärmung werden zahlreiche die Menschheit und die Erde betreffende Veränderungen durch einen weltweiten Temperaturanstieg beschrieben. Die globale Erwärmung ist der beobachtete und prognostizierte Trend zu einer im Vergleich zu den vorindustriellen Werten höheren globalen Durchschnittstemperatur mit Folgen wie steigende Meeresspiegel, Gletscherschmelze, Verschiebung von Klimazonen, Vegetationszonen und Lebensräumen, stärkere oder häufigere Waldbrände, verändertes Auftreten von Niederschlägen, stärkere oder häufigere Wetterextreme wie Überschwemmungen, Stürme und Dürren, Ausbreitung von Parasiten und tropischen Krankheiten sowie mehr Umweltflüchtlingen. Die prognostizierten und beobachteten negativen Auswirkungen des Klimawandels werden manchmal als „Klimakatastrophe“ bezeichnet.
Der Klimawandel führt zu einer Vielzahl von Klimawandelfolgen, von denen einige erst für die Zukunft erwartet werden, viele aber bereits heute spürbar sind. So ermittelte z. B. eine 2018 erschienene Übersichtsarbeit insgesamt 467 Einflüsse von Klimafolgen, durch die die menschliche Gesundheit, Wasser, Nahrung, Wirtschaft, Infrastruktur und Sicherheit bereits bei Publikation der Studie betroffen waren. Die Bedrohung durch negative Klimawandelfolgen wird sich demnach mit weiter voranschreitendem Klimawandel deutlich erhöhen, gerade falls schnelle und deutliche Klimaschutzmaßnahmen ausbleiben sollten.
Der Weltklimarat IPCC ermittelte in seinem 2022 erschienenen Sechsten Sachstandsbericht 127 Schlüsselrisiken, die kurzfristig (bis 2040), mittelfristig (2041 bis 2060) und langfristig (2081–2100) auftreten können. Ebenfalls hält der Bericht fest, dass der menschengemachte Klimawandel bereits großflächig negative Folgen und Verluste für die Natur wie auch den Menschen verursacht hat und verschiedene menschliche und natürliche Systeme über die Grenzen ihrer Anpassungsfähigkeit hinaus belastet wurden, sodass schon einige irreversible Folgeschäden entstanden sind. Wie schnell und folgenschwer der Klimawandel verläuft, hängt stark von den kurzfristig umgesetzten Klimaschutz- und Klimaanpassungsmaßnahmen ab. Die negativen Klimawandelfolgen nehmen mit jedem weiteren Anstieg der globalen Erwärmung weiter zu.
Zusätzlich zu den zu erwartenden reversiblen Folgen der globalen Erwärmung gibt es Kippelemente im Klimasystem der Erde. Durch sie kann bei der Überschreitung einer bestimmten Temperatur ein Dominoeffekt in Gang gesetzt werden, der sich selbst beschleunigend zu einer für den Menschen lebensfeindlichen Heißzeit führt. Unterschiedliche Klimamodelle kommen jedoch zu unterschiedlichen Ergebnissen, bei welchem Temperaturanstieg genau diese Schwelle liegt. Eine vielbeachtete Metaanalyse von Steffen u. a. kam 2018 zu dem Ergebnis, dass bereits das im Übereinkommen von Paris festgelegte Zwei-Grad-Ziel nicht ausreichen könnte, um derartige Rückkopplungen zu vermeiden.
Nicht hier behandelt wird die ökologisch ebenfalls sehr problematische Versauerung der Meere, die direkt durch den steigenden atmosphärischen Kohlendioxidanteil verursacht wird.

## Erwartetes Ausmaß der globalen Erwärmung

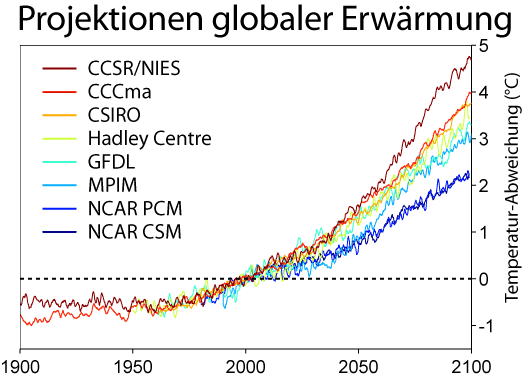
Einige Projektionen der Temperaturentwicklung bis 2100: Zwischen 2 und 5 °C Erhöhung in 100 Jahren…

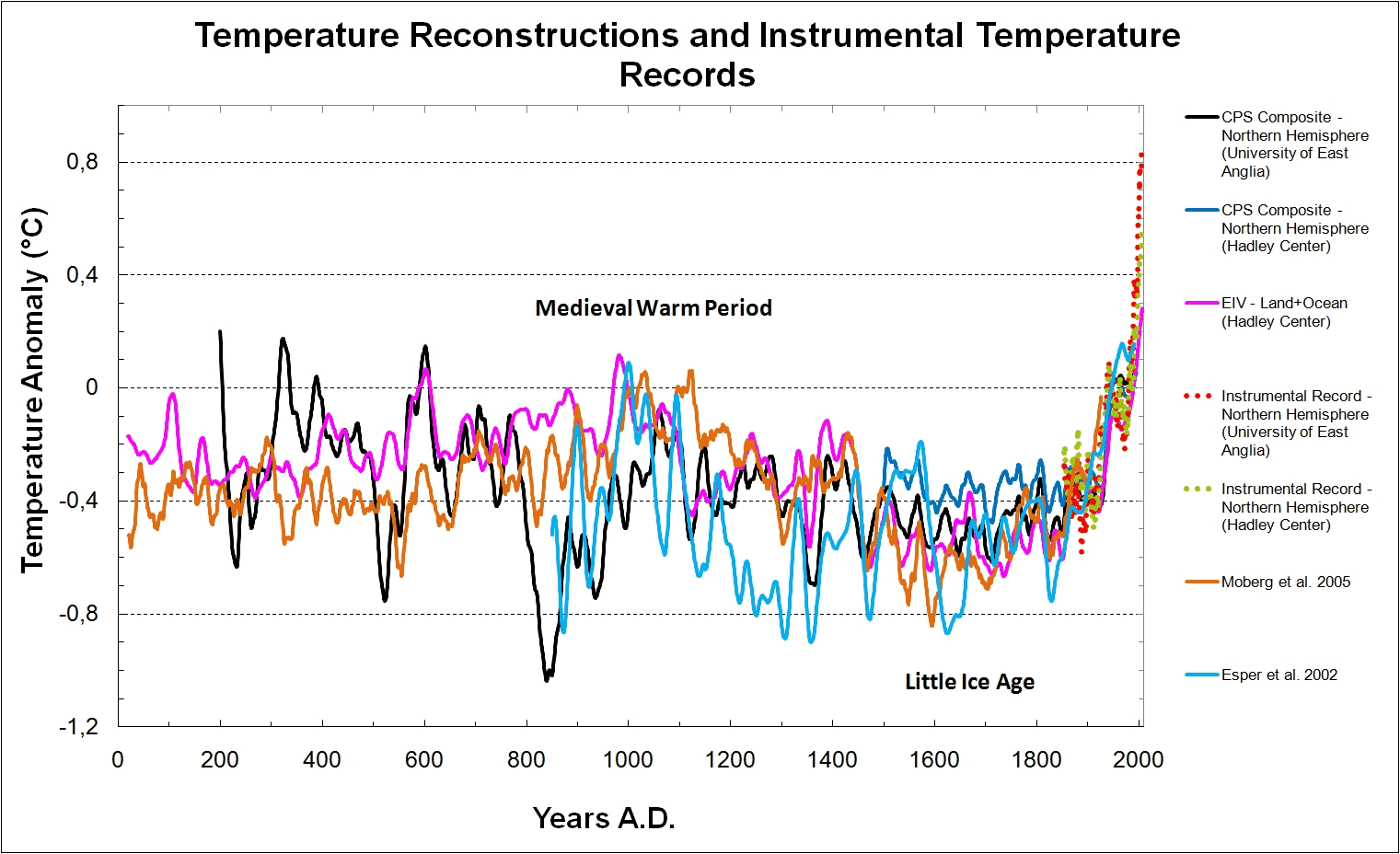
…und Vergleich mit Temperaturveränderungen der vergangenen 2.000 Jahre

In welchem Ausmaß die Durchschnittstemperatur im Laufe des 21. Jahrhunderts ansteigt, hängt insbesondere von der Menge an Treibhausgasen ab, die ausgestoßen werden. Der Intergovernmental Panel on Climate Change (IPCC, Zwischenstaatlicher Ausschuss für Klimaänderungen) ging im Fünften Sachstandsbericht davon aus, dass sich die globale Durchschnittstemperatur bis 2100 abhängig vom weiteren Anstieg der Emissionen um 1,5 bis 4,5 °C erhöht.
Steigende Durchschnittstemperaturen verschieben das Temperaturspektrum. Während extreme Kälteereignisse seltener auftreten, werden außergewöhnliche Hitzeereignisse wahrscheinlicher. Wegen der möglichen Auswirkungen auf menschliche Sicherheit, Gesundheit, Wirtschaft und Umwelt hat die globale Erwärmung große Risiken, kann sich aber örtlich und regional auch positiv auswirken. Einige Veränderungen der Umwelt, die Menschen und Ökosysteme gemeinsam betreffen, sind schon wahrzunehmen. Dazu gehören steigende Meeresspiegel, Gletscherschmelze oder statistisch signifikante Abweichungen vom gewöhnlichen Wettergeschehen (siehe Abschnitt #Umweltauswirkungen). Ob diese und weitere Folgen eintreten und wie stark sie sein werden, wird dabei recht unterschiedlich eingeschätzt. Die Auswirkungen des Klimawandels prägen sich regional und lokal ganz unterschiedlich aus und haben individuelle Folgen. Die Klimamodelle beschreiben derzeit auf globaler Ebene die Folgen recht gut, können diese jedoch auf regionaler Ebene nur recht unsicher abschätzen. Der Erwärmungstrend setzt absehbar nicht nur die Ökosysteme, sondern auch Milliarden Menschen enormen Belastungen z. B. hinsichtlich der Wasserversorgung aus.
Wie stark die Veränderungen sein werden, hängt davon ab, wie rasch der Klimawandel fortschreitet. Falls er in sehr kurzer Zeit erfolgen sollte, werden sowohl die ökonomischen Anpassungskosten als auch die Einflüsse auf die Natur voraussichtlich drastisch spürbar sein. Die vom Weltklimarat aufgrund der erwartbaren weiteren Entwicklung der Treibhausgasemissionen erarbeiteten Berechnungen für den Meeresspiegelanstieg im globalen Durchschnitt, die 2007 noch bei 59 Zentimetern lagen, wurden 2014 auf 82 Zentimeter veranschlagt und liegen gemäß dem Sonderbericht über die Ozeane und Eisgebiete der Erde von 2019 bei 110 Zentimetern. Absehbar seien in diesem Zusammenhang zeitnah vermehrte und höher an die Küsten anbrandende Sturmfluten. Was vormals eine Jahrhundertflut war, vermittelt dieser Bericht, werde künftig jährlich vorkommen.
Im Emissions Gap Report 2019 geben die Vereinten Nationen konkrete Reduktionsgrößenordnungen für klimaschädliche Treibhausgase vor, da bei unveränderten Emissionen die Erdmitteltemperatur bis zum Ende des 21. Jahrhunderts um 3,4 bis 3,9 Grad Celsius zu steigen drohe. Um das 1,5-Grad-Ziel zu halten, müssten die Treibhausgasemissionen zwischen 2020 und 2030 demnach jährlich um 7,6 Prozent sinken. Eine Begrenzung der Erwärmung auf 2 Grad Celsius erfordere eine jährliche Reduktion von 2,7 Prozent.

## Umweltauswirkungen
Dem IPCC zufolge weisen von 29 436 Serien mit Beobachtungsdaten aus 75 Studien, die signifikante Veränderungen in physikalischen oder biologischen Systemen aufzeigen, 89 % mit den Erwartungen über eine erwärmte Welt übereinstimmende Veränderungen auf. Mit über 28.000 Datensätzen zu biologischen Veränderungen ist Europa hierbei deutlich überrepräsentiert, doch dass hiervon 90 % eine mit der Erwärmung übereinstimmende Veränderung anzeigen, macht das Ergebnis auch sehr robust. In anderen Regionen und weltweit liegen zu den physikalischen Systemen deutlich weniger Datensätze vor, deren Kongruenz mit dem Erwärmungssignal allerdings mit 88 % bis 100 % ebenfalls sehr hoch liegt.

### Artenvielfalt
Stark erhöhte CO2-Konzentrationen und schneller Klimawandel waren in der Erdgeschichte mehrfach wesentliche Ursachen von Massenaussterben. Mittlerweile gilt als sehr wahrscheinlich, dass mit der globalen Erwärmung das Artensterben und der Verlust globaler Biodiversität beschleunigt wird.
Werden keine Maßnahmen zur Bekämpfung des Klimawandels getroffen, sind weltweit 16 % aller Arten vom Aussterben bedroht, wie eine 2015 in Science erschienene Übersichtsarbeit ergab. Südamerika mit 23 % und Australien mit 14 % sind die Kontinente mit dem größten Anteil bedrohter Arten, für Europa betrug der Anteil 6 %, für Nordamerika 5 %. Bei Einhaltung des Zwei-Grad-Ziels könnte die Rate weltweit auf 5,2 % reduziert werden. Laut dem vom Arktischen Rat in Auftrag gegebenen Arctic Climate Impact Assessment wird in zahlreichen polaren Gebieten die Artenvielfalt zunehmen, weil im Zuge der Erwärmung neue Arten in die Arktis einwandern werden und die Gesamtzahl der Arten und deren Produktivität zunehmen wird. Durch lokales Anpassungsverhalten kann es zu einer Ausdifferenzierung von Tierarten kommen, was negative Auswirkungen auf das überregionale Paarungsverhalten und deren Populationsgröße haben könnte.
2016 wurde die Bramble-Cay-Mosaikschwanzratte als erste Säugetierart, welche dem Klimawandel zum Opfer gefallen war, für ausgestorben erklärt.

### Auswirkungen auf die Ozeane

Der überwiegende Anteil der Wärme, die durch den menschlichen CO_{2}-Ausstoß entsteht, wird von den Ozeanen aufgenommen.
Quelle: Meeresatlas 2017

In den Ozeanen ist weltweit etwa 50-mal so viel Kohlenstoff enthalten wie in der Atmosphäre. Der Ozean wirkt als große Kohlenstoffdioxidsenke und nimmt circa ein Drittel der durch menschliche Aktivitäten freigesetzten Menge Kohlenstoffdioxid auf. In den oberen Schichten der Ozeane wird es teilweise durch Photosynthese gebunden. Würden die Meere kein Kohlendioxid lösen, läge die atmosphärische Konzentration von Kohlenstoffdioxid einer Untersuchung aus dem Jahre 2004 zufolge um 55 ppm höher, zum damaligen Zeitpunkt also statt bei 380 ppm bei wenigstens 435 ppm. Über den Zeitraum von Jahrhunderten gerechnet, sind die Ozeane in der Lage, bis zu 90 % der anthropogenen CO2-Emissionen aufzunehmen. Verschiedene Effekte sorgen jedoch dafür, dass mit steigenden Temperaturen und wachsendem atmosphärischem CO2-Anteil die Aufnahmefähigkeit der Meere für Kohlenstoff abnimmt. Wie weit die Aufnahmefähigkeit sinkt, lässt sich schwer beziffern. In einem Szenario mit über das 21. Jh. stark ansteigenden Emissionen (Business as usual) liegt der über diesen Effekt aufgenommene Anteil bei nur noch 22 %. Nur in einem Emissionsszenario mit strengem Klimaschutz steigt der aufgenommene Anteil.
Die Meere nehmen jedoch nicht nur sehr viel CO2 auf, sie absorbieren auch den allergrößten Teil der Wärme, die durch den Treibhauseffekt entsteht. Zwischen 1975 und 2015 waren das erstaunliche 93 Prozent, das heißt, die Erwärmung der Atmosphäre in diesem Zeitraum geht nur auf etwa drei Prozent der zusätzlichen Wärmeenergie zurück. Wärme wird in den Ozeanen zwischengelagert und breitet sich dort allmählich in den tieferen Schichten aus, was den Anstieg der Temperatur an der Erdoberfläche ganz erheblich verlangsamt.
Allerdings führt die Aufnahme von CO2 zur Versauerung der Meere, und sie kann auch Rückkopplungseffekte haben. Wenn mehr Wasserdampf verdunstet, wirkt dieser in der Atmosphäre als Treibhausgas – und zwar sehr viel stärker als CO2. Die Folge ist eine stärker werdende Aufwärtsspirale, denn der Wasserdampf verdoppelt die Erwärmung durch CO2, die Temperatur steigt weiter an, und dadurch gelangt noch mehr Wasserdampf in die Atmosphäre.

#### Anstieg der Meeresspiegel

Der Meeresspiegel ist Messungen zufolge zwischen 1870 und 2009 um ca. 25 cm angestiegen und steigt weiter.

Als Folge der Erderwärmung erhöht sich der Meeresspiegel. Zwischen 1901 und 2010 ist er um ca. 1,7 cm pro Jahrzehnt gestiegen, wobei sich der Anstieg seit 1993 auf ca. 3,2 cm pro Jahrzehnt erhöht hat. Einem Bericht der WMO zufolge hat sich der Anstieg des Meeresspiegels im Zeitraum 2014–2019 weiter beschleunigt auf jährlich 5 mm. Nach verschiedenen Szenarien des IPCC werden bis 2100 Anstiege zwischen 0,40 m bei strengem Klimaschutz und 0,67 m bei weiter steigenden Emissionen (Business as usual) gegenüber dem Stand der 1990er Jahre erwartet. Die Erhöhung fällt nicht gleichmäßig aus, sondern stellt sich aufgrund von Meeresströmungen und anderen Faktoren regional unterschiedlich dar. Der mögliche Kollaps von Teilen des antarktischen Eisschildes ist in diesen Berechnungen noch nicht eingeschlossen und würde zu massiven zusätzlichen Erhöhungen führen.
Für die Meeresspiegelerhöhung werden im Wesentlichen zwei Faktoren verantwortlich gemacht: Zum einen dehnt sich das Meerwasser bei höheren Temperaturen stärker aus, zum anderen kommt es bei höheren Temperaturen zum verstärkten Abschmelzen von Gletschern (siehe unten). Allein für die thermische Ausdehnung bis 2100 werden Werte von 13–18 cm (bei Erhöhungen der Lufttemperatur um 1,1–1,5 °C) und 19–30 cm (bei 2,2–3,5 °C) genannt. Durch die zusätzlichen Beiträge des Schmelzwassers dürften diese sich noch verdoppeln. Wenn sich die Erwärmung bei 3 °C gegenüber dem vorindustriellen Wert stabilisiert, wird eine Meeresspiegelerhöhung bis zum Jahr 2300 um 2,5–5,1 m prognostiziert. Davon entfallen 0,4–0,9 m auf die thermische Ausdehnung, 0,2–0,4 m auf das Abschmelzen von Gebirgsgletschern, 0,9–1,8 m auf das Abschmelzen der Gletscher Grönlands und 1–2 m auf das Schmelzen der Gletscher der Westantarktis.
Besonders einige kleine Länder im Pazifischen Ozean, deren Landfläche nur wenig über dem Meeresspiegel liegt, müssen fürchten, dass sie in den nächsten Jahrzehnten im Meer versinken. Neben Inselstaaten sind besonders Küstenregionen und -städte bedroht. Zu den Risiken gehören gesteigerte Küstenerosion, höhere Sturmfluten, veränderte Grundwasserspiegel, Schäden an Gebäuden und Häfen oder die Verschlechterung der Bedingungen für Landwirtschaft und Aquakulturen. Ohne Gegenmaßnahmen würden bei einem Anstieg des Meeresspiegels um 1 m weltweit 150.000 km² Landesfläche dauerhaft überschwemmt werden, davon 62.000 km² küstennaher Feuchtgebiete. 180 Millionen Menschen wären betroffen, und 1,1 Billionen Dollar an zerstörtem Besitz wären zu erwarten (bei heutiger Bevölkerung und Besitzstand). Umfassender Küstenschutz würde mehr als 180 der 192 betroffenen Länder weltweit bei einem Anstieg von bis zu 34 cm bis zum Jahr 2085 weniger als 0,1 % ihres BIP kosten.
Durch den bereits heute absehbaren Meeresspiegelanstieg werden große finanzielle Schäden entstehen, die umso stärker ausfallen, je heißer es wird. So kam eine 2018 erschienene Studie zum Ergebnis, dass der Meeresspiegelanstieg bei Einhaltung des 1,5-Grad-Ziels im Jahr 2100 pro Jahr weltweit Folgekosten von 10,2 Billionen US-Dollar pro Jahr verursacht. Würde hingegen nur das weniger ambitionierte Zwei-Grad-Ziel eingehalten, so würden die Kosten pro Jahr um 1,5 Billionen Dollar höher ausfallen. Sollte hingegen kein Klimaschutz betrieben werden (repräsentativer Konzentrationspfad RCP8.5) würden abhängig von der Höhe des dann auftretenden Meeresspiegels 14 oder gar 27 Billionen Dollar Folgekosten pro Jahr anfallen. Mit Anpassungsmaßnahmen an den steigenden Meeresspiegel könnten diese Kosten deutlich gesenkt werden. Jedoch würden auch bei starker Anpassung und Einhaltung des 1,5-Grad-Zieles im Jahr 2100 1,1 Billionen Dollar Folgekosten pro Jahr anfallen. Ohne Klimaschutz nur mit Anpassungsmaßnahmen wären es 1,7 Billionen Dollar pro Jahr bei einem Meeresspiegelanstieg um 86 cm und 3,2 Billionen Dollar bei einem Meeresspiegelanstieg um 1,80 m.

#### Erwärmung der Meere

Das globale Förderband – wie die Ozeane das CO_{2} speichern: Die CO_{2}-Speicherung wird durch die großen Meeresströmungen möglich gemacht: Wie Transportbänder führen sie warmes Wasser an der Meeresoberfläche aus den Tropen in Richtung der Pole. Auf seinem Weg fort vom Äquator kühlt sich das Wasser langsam ab und wird durch Verdunstung salzhaltiger. Wasser ist umso schwerer, je salziger und kälter es ist – im Nordatlantik in der Grönlandsee A und der Labradorsee B und in der Antarktis im Rossmeer C und im Weddellmeer D erhöht sich durch die Eisbildung der Salzgehalt des umgebenden Wassers. Dieses schwere Oberflächenwasser sinkt in die Tiefsee hinab – und mit ihm das CO_{2}. Dort unten strömt das CO_{2}-reiche Wasser dann wieder in Richtung der Tropen. Auf dem Weg durch die Tiefsee vermischen sich die kalten Wassermassen langsam mit darüberliegenden wärmeren Schichten und steigen – sehr langsam – wieder auf.
Quelle: Meeresatlas 2017

Die Meere erwärmen sich zeitverzögert mit den steigenden Temperaturen der Erdatmosphäre. Dadurch kommt es zum einen zu einer thermischen Ausdehnung der Wassermassen, was einen Beitrag zum ansteigenden Meeresspiegel leistet (siehe oben).
Für das Ökosystem Ozean gravierender sind aber die zahlreichen weiteren mit einer erhöhten Wassertemperatur einhergehenden Effekte. Global gemittelt hat sich der gesamte Wasserkörper aller Ozeane seit 1955 lediglich um 0,04 °C erwärmt. Diese geringe Erwärmung liegt darin begründet, dass bislang nur einige hundert Meter der obersten Wasserschichten wärmer geworden sind. Bezogen auf die Oberflächentemperaturen des Wassers fällt die Erwärmung mit 0,6 °C bereits sehr viel deutlicher aus. Sie ist dennoch geringer als die Erhöhung der Oberflächentemperaturen an Land, da Landflächen sich allgemein schneller erwärmen. Zwischen 1993 und 2005 wird die gesamte Erwärmungsrate der Wasserschichten bis 750 m Meerestiefe mit 0,33 ± 0,23 W/m² berechnet.
Die Erwärmung der Meere hat Folgen für ihre Bewohner wie Fische und Meeressäuger: Ähnlich den Landtieren wandern sie polwärts. Die Populationen des Kabeljaus in der Nordsee etwa schrumpfen stärker, als es allein mit Überfischung erklärt werden kann; sie wandern infolge der steigenden Temperaturen bereits nordwärts. Nördlich gelegene Regionen könnten von dieser Entwicklung profitieren: Für das Nordmeer ist davon auszugehen, dass sich der Fischfang insgesamt verbessern und die Zusammensetzung des Fangs ändern wird, solange sich die Erwärmung auf 1–2 °C beschränkt. Die Unsicherheiten über die weitere Entwicklung sind noch groß, es wird insgesamt mit einer abnehmenden Biomasse der marinen Fauna gerechnet, besonders auf höheren Stufen der Nahrungsnetze, also bei Fischen und Meeressäugern. Nach einer Analyse der Dynamik von 235 Fischpopulationen im Zeitraum 1930–2010 reagierten deutlich mehr Arten negativ auf die Erwärmung als positiv. Die maximale Fangmenge, die bei nachhaltiger Fischerei entnommen werden kann, ist demnach in diesem Zeitraum wegen der steigenden Meerestemperaturen um 4,1 % gesunken.

##### Abnahme des Sauerstoffgehalts
Wärmeres Wasser kann weniger Sauerstoff speichern, sodass die Erwärmung der Meere zur Ausdehnung sauerstoffarmer Bereiche führt. Diese sind ab ca. 200 m Wassertiefe auf natürliche Weise gegeben; nach einer Messkampagne zeigte sich laut Presseveröffentlichungen vom Frühjahr 2018 jedoch im Golf von Oman unerwartet bereits ein Gebiet von mehr als der Größe Schottlands als sauerstoffarm. Beobachtungen und numerische Modelle deuten darauf hin, dass der Sauerstoffgehalt der Meere global seit Mitte des 20. Jahrhunderts um 1–2 % abgenommen hat. Besonders deutlich ist die Abnahme in der nördlichen Hemisphäre.

##### Algenblüte
Toxische Algenblüten – die explosionsartige Vermehrung von Makroalgen und anderem Phytoplankton, Cyanobakterien, Dinoflagellaten, Kieselalgen, die Toxine bilden – werden seit den 1980er Jahren häufiger und in ausgedehnteren Regionen an den Meeresküsten beobachtet. Neben Faktoren wie dem Nährstoffeintrag durch Flüsse sind Klimaänderungen die Ursache, und zwar sowohl der steigende Temperaturtrend der Meere als auch Extremereignisse (marine Hitzewellen) und Sauerstoffarmut.
Bei einer Massenvermehrung dieser Organismen kommt es zu einer nicht zu unterschätzenden toxischen Bedrohung für Mensch und Umwelt. Sie verschärft den anoxischen Zustand der Gewässer. Es kann so viel Gift produziert werden, dass auch Fische und andere Meereslebewesen getötet werden. Karenia brevis produziert die Brevetoxine und kann bei den von ihnen erzeugten „Roten Tiden“ zu Massensterben bei Fischen, Vögeln und Säugern führen.
Giftige Dinoflagellaten (z. B. Alexandrium catenella, Karlodinium veneficum) produzieren mehr Zellgift, wenn das Wasser saurer wird, wie es wegen der steigenden CO2-Konzentrationen der Fall ist.
Ein nicht zu unterschätzendes Problem für den Menschen ist die Verseuchung von Nahrungsquellen durch giftige Algenarten. Toxische Algenblüten haben mit hoher Sicherheit schon jetzt eine negative Wirkung auf die Lebensmittelsicherheit, menschliche Gesundheit, aber auch Tourismus und Wirtschaft betroffener Regionen. Beispielsweise führte eine Algenblüte nahe der Baja California im Jahr 2016 zu Verlusten von 42 Mio. US$ allein in der Thunfischindustrie. Besonders dort, wo es keine Beobachtungs- und Warnsysteme gibt, sind Menschen gefährdet.

##### Korallenbleiche
Die Erwärmung des Meerwassers kann bei Korallenriffen die sogenannte Korallenbleiche hervorrufen, die bei länger anhaltender Belastung zum Tod der Koralle führt. Unterschiedliche Taxa von Korallen weisen stark unterschiedliche Toleranzen gegenüber der Korallenbleiche auf. Beispielsweise ist Porites weit weniger anfällig für Bleiche als Acropora. Daher ging die Wissenschaft noch 2003 davon aus, dass Korallenriffe als Reaktion auf Meereserwärmungen nicht verschwinden, sondern sich vor allem in ihrer Artenzusammensetzung verändern. Der wissenschaftliche Beirat der Bundesregierung für globale Umweltveränderungen hielt z. B. in einem Sondergutachten (2006) ein Modell für realistisch, in dem sich die unterschiedlichen Schwellenwerte für das Absterben der Korallen mit der Zeit durch Akklimatisierung und Evolution verändern und so eine begrenzte Anpassung an den Klimawandel ermöglichen.
Mit Stand 2017 stellt das zukünftige Verschwinden von Korallenriffen aber einen ernstzunehmenden Fakt dar. Durch die globale Erwärmung kam es mittlerweile mehrfach zu schweren Korallenbleichen, bei denen z. B. das Great Barrier Reef schwer geschädigt wurde. Zwar können sich auch alte Riffe nach Bleichen im Zeitraum von Jahrzehnten erholen. In diesem Zeitraum darf es aber zu keiner weiteren Korallenbleiche oder sonstigen weiteren Störung der Erholungsphase kommen, was angesichts der weiter voranschreitenden Erwärmung als unrealistische Annahme beurteilt wird. Um die noch bestehenden Korallenriffe zu bewahren, sind sehr schnell wirksame Klimaschutzmaßnahmen für eine rasche Bekämpfung der globalen Erwärmung und damit der Meereserwärmung notwendig. Diese wurden aber zum Stand 2018 nicht ergriffen.

#### Veränderung der Meeresströmungen

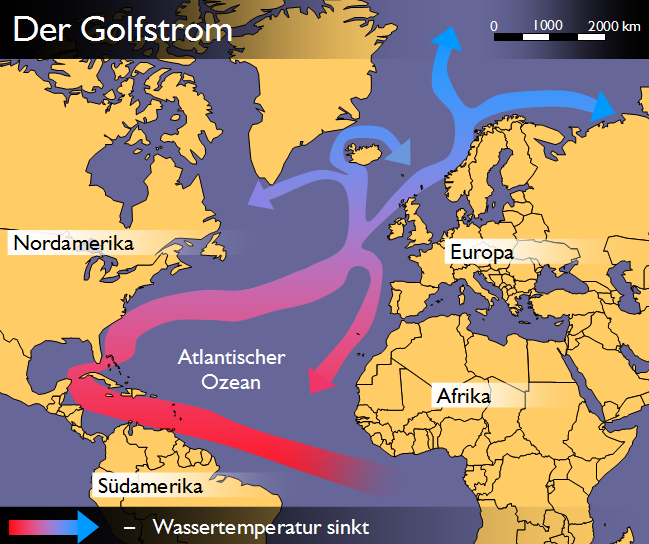
Schema des Golfstroms

Die globale Erwärmung kann auch weniger offensichtliche Wirkungen haben: Der Nordatlantikstrom als Teil des globalen Förderbands wird unter anderem dadurch angetrieben, dass sich im Nordpolarmeer mit dem Golfstrom herangetragenes Wasser abkühlt. In der Folge erhöht sich die Dichte des Oberflächenwassers, das daraufhin in tiefere Schichten des Ozeans absinkt. Dieses Absinken führt erstens zu einem Sog, der immer wieder neues Oberflächenwasser heranströmen lässt, und setzt zweitens eine dauernde Zirkulation des Meerwassers in Gang, weil sich in der Tiefsee eine in entgegengesetzte Richtung fließende Strömung herausbilden kann. Dieses Zusammenspiel wird auch thermohaline Zirkulation genannt.
In den vergangenen 120.000 Jahren ist der Nordatlantikstrom mehrfach unterbrochen worden. Ursache dafür war der Zufluss großer Mengen Süßwassers, welches den Verdichtungsprozess abschwächte und das Absinken des Oberflächenwassers verhinderte. Bei einem dieser Ereignisse entleerte sich ein in Kanada gelegener riesiger Schmelzwassersee, der Agassizsee, der sich in der Erwärmungsphase am Ende einer Eiszeit gebildet hatte. Die enormen Mengen an zusätzlichem Süßwasser verhinderten das Absinken des Meerwassers und der Nordatlantikstrom setzte aus. Für Europa bedeutete dies die Fortsetzung der eigentlich gerade zu Ende gehenden Kaltzeit.
Durch die globale Erwärmung könnte es theoretisch – resultierend aus dem verstärkten Eintrag von Süßwasser aus grönländischen Gletschern – zu einer erneuten Unterbrechung kommen. Ein Versiegen des Golfstroms hätte, wenn auch keine Eiszeit, so doch einen starken Kälteeinbruch in ganz West- und Nordeuropa zur Folge. Falls sich das Klima weiter erwärmt, könnte es mit der Zeit auch zu ähnlichen Veränderungen der übrigen ozeanischen Strömungen mit weitreichenden Folgen kommen. Eine Unterbrechung des Nordatlantikstroms wird bislang von den beteiligten Wissenschaftlern als zumindest mittelfristig sehr unwahrscheinlich erachtet. Bis zum Ende des 21. Jahrhunderts wird nach Simulationen mit Klimamodellen eine leichte Abschwächung des Nordatlantikstroms erwartet. Aktuellen Studien aus dem Jahr 2018 zufolge zeigen sich bereits Effekte, wie sie bei einem sich abschwächenden Nordatlantikstrom zu erwarten sind.

### Auswirkungen auf tropische Wirbelstürme
| Atlantik (seit 1850) | Atlantik (seit 1850) | Atlantik (seit 1850) | Ostpazifik (seit 1971) | Ostpazifik (seit 1971) | Ostpazifik (seit 1971) |
| Rang                 | Saison               | ACE                  | Rang                   | Saison                 | ACE                    |
| -------------------- | -------------------- | -------------------- | ---------------------- | ---------------------- | ---------------------- |
| 1                    | 2005                 | 248                  | 1                      | 1992                   | 290                    |
| 2                    | 1950                 | 243                  | 2                      | 1990                   | 249                    |
| 3                    | 1893                 | 231                  | 3                      | 1978                   | 207                    |
| 4                    | 1995                 | 227                  | 4                      | 1983                   | 206                    |
| 5                    | 2004                 | 224                  | 5                      | 1993                   | 201                    |
| 6                    | 1926                 | 222                  | 6                      | 1984                   | 193                    |
| 7                    | 1933                 | 213                  | 7                      | 1985                   | 192                    |
| 8                    | 1961                 | 205                  | 8                      | 1994                   | 185                    |
| 9                    | 1955                 | 199                  | 9                      | 1991                   | 178                    |
| 10                   | 1887                 | 182                  | 10                     | 1997                   | 167                    |

Im Jahr 2006 hielt der International Workshop on Tropical Cyclones der World Meteorological Organization (WMO) fest, dass es Anhaltspunkte für und wider das Vorhandensein eines erkennbaren anthropogenen Signals in den bisherigen Aufzeichnungen über tropische Wirbelstürme gibt, doch bislang können dazu keine gesicherten Schlussfolgerungen gezogen werden. Ebenso weist die WMO darauf hin, dass kein einzelner tropischer Wirbelsturm direkt mit dem Klimawandel in Verbindung gebracht werden kann.
Die Intensität tropischer Wirbelstürme folgt nach empirischen Erkenntnissen der Oberflächentemperatur des Meeres. Dabei ist zu beachten, dass diese Temperaturen aus bislang unbekannten Gründen über einen Zeitraum von mehreren Jahrzehnten variieren. Im Nordatlantik wechselt die Atlantische Multidekaden-Oszillation in einem Rhythmus von etwa 50 bis 70 Jahren zwischen ‚warm‘ und ‚kalt‘, während im Nordostpazifik die Pazifische Dekaden-Oszillation alle 20 bis 30 Jahre einen ähnlichen Wechsel vollzieht. Besonders im Nordatlantik lässt sich hierbei ein Trend erkennen, dass sich bei ‚warmer‘ AMO deutlich intensivere Hurrikansaisons ereignen als bei ‚kalter‘. So ereigneten sich sieben der zehn intensivsten Hurrikansaisons (seit Beginn der Messungen im Jahr 1850) in den vorletzten beiden AMO-Warmphasen von ~1850 bis ~1900 sowie ~1925 bis ~1965. In der darauffolgenden Kaltphase, die bis in die frühen 1990er andauerte, kam es dagegen nur zu vergleichsweise milden Hurrikansaisons. Seit etwa 1995 befindet sich die AMO wieder in einer Warmphase, weshalb die Hurrikanintensität im Trend wieder deutlich zunahm. Prognosen zufolge wird die Warmphase der AMO bis etwa 2020 ihren Höhepunkt erreichen, wodurch die Hurrikanintensität im Nordatlantik voraussichtlich bis zu diesem Zeitpunkt hoch bleiben wird.
Über den Zeitraum 1979–2017 hat die Wahrscheinlichkeit, dass Stürme eine besonders hohe Intensität der Kategorien 3-5 erreichen, global zugenommen. Eine Intensitätszunahme der stärksten Stürme wurde für alle Verbreitungsgebiete festgestellt, besonders im Nordatlantik und nordwestlichen Pazifik. Einige Forscher sehen in der Zunahme der Intensität die Auswirkung der globalen Erwärmung. Auch den Statistiken der NOAA zufolge nahm die Intensität und auch die Anzahl der beobachteten Hurrikans im Trend in jeder Warmphase der AMO zu. Die zunehmende Anzahl ist, laut NOAA, auf verbesserte Observationsinstrumente und Analysemethoden zurückzuführen. Die WMO erklärte 2006, dass die dramatischen Verbesserung bei den Techniken der Windgeschwindigkeitsmessung während der letzten Jahrzehnte es schwierig machen, einen genauen Trend zu bestimmen. Während man im 19. und frühen 20. Jahrhundert auf die selektiven Luftdruck- und Windgeschwindigkeitsmessungen einzelner Stationen und Forschungsschiffe angewiesen war, ermöglichen Satelliten seit den 1970ern die wesentlich genauere Observation von Hurrikans. Einige Forscher weisen darauf hin, dass im 19. und frühen 20. Jahrhundert viele tropische Wirbelstürme unregistriert blieben, wenn sie keine Küste erreichten oder nur wenige Tage existierten.
Für noch längerfristige Trends in der Intensität tropischer Wirbelstürme ist man auf die Rekonstruktionen der Paläotempestologie angewiesen. Die Zahl derartiger Rekonstruktionen hält sich aufgrund des jungen Alters dieser Forschungsrichtung bislang in engen Grenzen. Verschiedene Studien zeigen, dass es auch früher bereits Phasen hoher Sturmfrequenz gab. Jedoch werden je nach Ort verschiedene Zeiten und Ursachen für solche „hyperaktiven“ Phasen genannt. Eine 1998 veröffentlichte Studie stellt fest, dass innerhalb einer solchen Phase insbesondere die Region um den Golf von Mexiko häufig von „katastrophalen Hurrikans“ der Kategorie 4 und 5 betroffen war.

### Binnengewässer
Die an der Oberfläche von Seen weltweit gemessenen Wassertemperaturen nehmen um 0,34 °C pro Jahrzehnt zu und damit einhergehend auch die Verdunstungsraten. Die Zirkulation in den Gewässern ändert sich, typischerweise wird das Wasser der Seen seltener durchmischt. Forscher des Berliner Leibniz-Instituts für Gewässerökologie und Binnenfischerei (IGB) veröffentlichten Anfang November 2017 im Fachblatt Scientific Reports nach der Auswertung von Satellitenbildern zwischen 2002 und 2016 von rund 190 der größten Seen der Welt wie dem Baikalsee (Sibirien), dem Titicacasee (Peru/Bolivien) oder dem Victoriasee (Ostafrika), dass sie infolge der globalen Erwärmung im Zusammenhang mit ihrem Phytoplankton-Gehalt zukünftig blauer bzw. grüner würden: Die jeweiligen Tendenzen (Planktongehalt viel = grün bzw. wenig = blau) würden sich verstärken.
Seen und Flüsse sind immer seltener zugefroren. Von 1984 bis 2018 ging, einer Auswertung von Satellitendaten zufolge, die mit Eis bedeckte Fläche von Flüssen global um 2,5 % zurück. Ohne effektiven Klimaschutz könnten Ende des Jahrhunderts die Flüsse im Mittel etwa 15 Tage kürzer zugefroren sein. In dieser Zahl sind auch Flüsse enthalten, die schon jetzt nie eine Eisdecke aufweisen – für Flüsse, die regelmäßig eisbedeckt sind, könnte der Rückgang eher bei einem Monat liegen. Die Zahl der Seen, die nur noch sporadisch zugefroren sind, wird sich in der Nordhemisphäre einer Schätzung zufolge bei einer Erwärmung um 2 °C mehr als verdoppeln, mit Folgen fast 400 Mio. Menschen; bei einer Erwärmung um 8 °C könnte die Zahl um mehr als das Fünfzehnfache zunehmen.

### Ergrünen der Sahara
Simulationen ergeben, dass sich die atlantische thermohaline Zirkulation künftig abschwächen kann, was zu einem atlantischen El-Niño-Zustand mit starker Erwärmung des Golfs von Guinea führte. Damit würde der Westafrikanische Monsun zusammenbrechen und in der Folge nach Norden in die Sahara ausweichen. Ein Ergrünen dieser Region gehört damit zu den möglichen Effekten der globalen Erwärmung. Auf Satellitenbildern soll dieser Prozess in der südlichen Sahara bereits heute erkennbar sein, er ist jedoch perspektivisch bei sinkenden CO2-Einträgen reversibel. Unter Federführung der NOAA bei Verwendung modernster Klimamodelle durchgeführte Klimasimulationen deuten für das 21. Jahrhundert jedoch auf einen Rückgang der Niederschläge in der Sahelzone hin. Andere Klimamodelle sehen vor allem die Degradation von Boden und Vegetation als ursächlich für eine Aridisierung an, während sich eine Erwärmung einzeln betrachtet auf die Niederschläge überwiegend positiv auswirken soll.

### Polkappen/Eisschilde

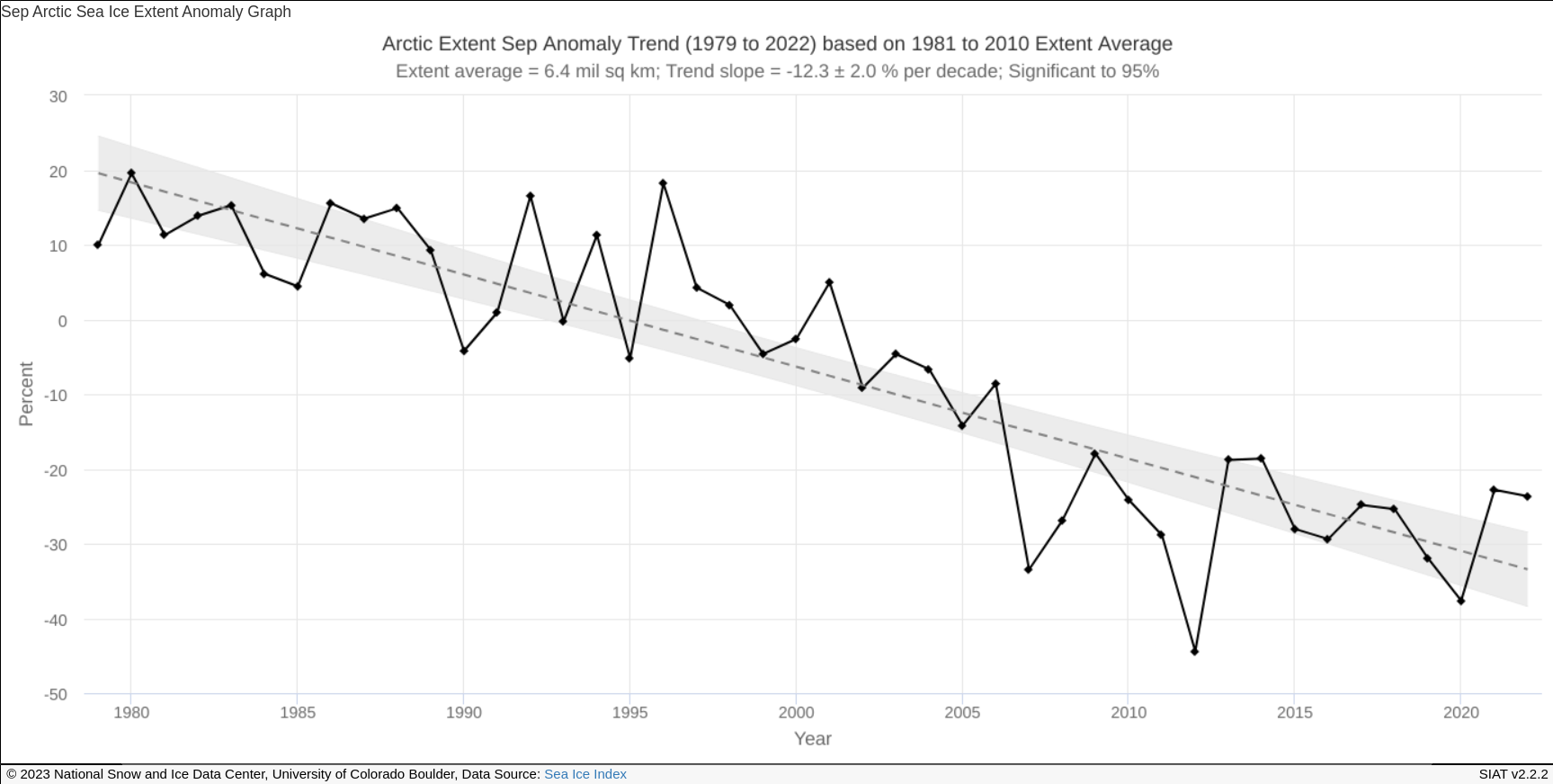
Zeitliche Entwicklung der minimalen Ausdehnung des arktischen Meereises zwischen 1980 und 2022

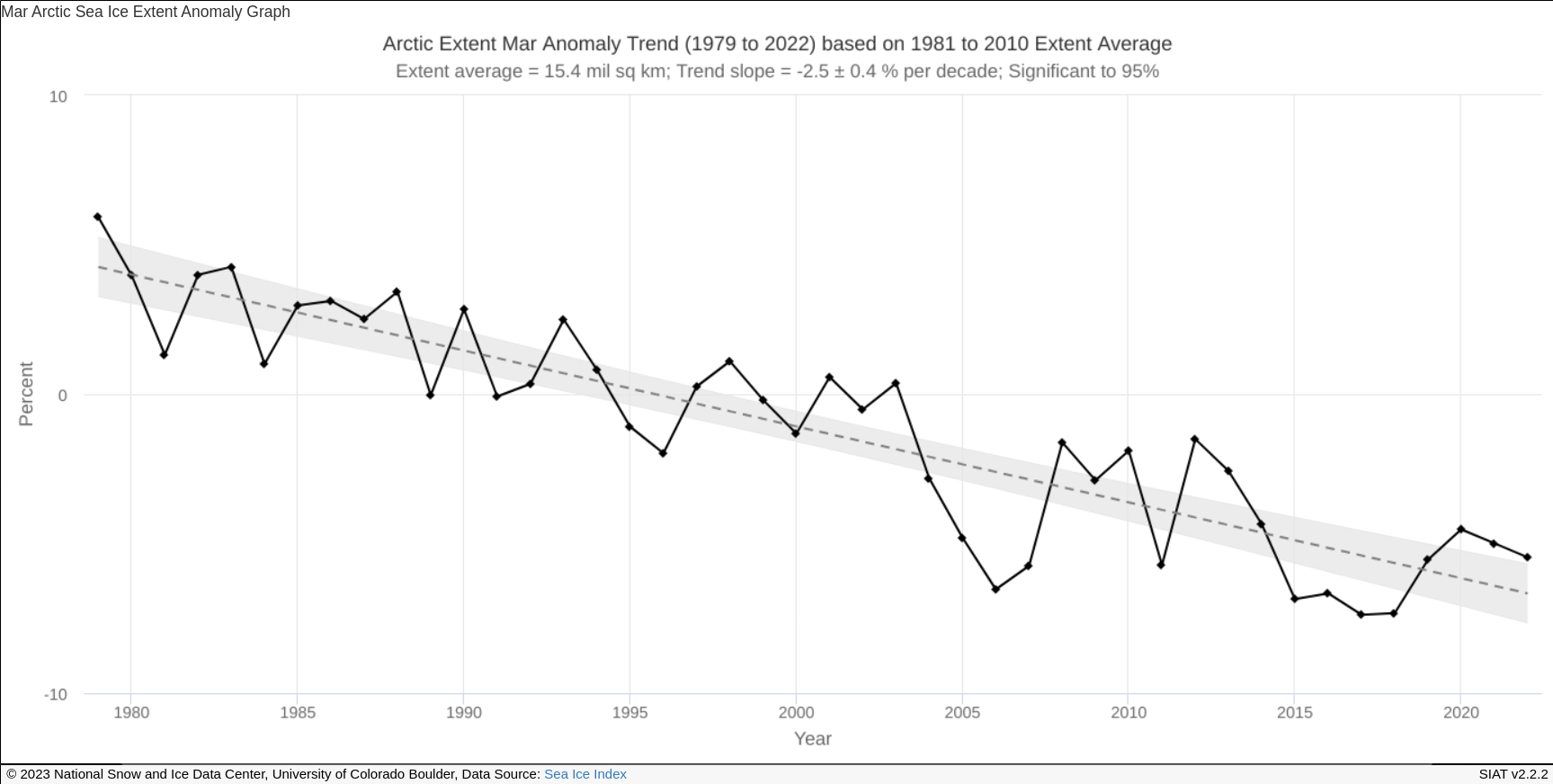
Zeitliche Entwicklung der maximalen Ausdehnung des arktischen Meereises zwischen 1980 und 2022

Schmelzendes Meereis hat für den Meeresspiegel nur geringfügige Folgen (und führt zu einer Öffnung der Nordwest- und Nordostpassage für die Schifffahrt). Da Meereis aus Süßwasser besteht und in gefrorenem wie flüssigem Zustand eine geringere Dichte aufweist als das darunter liegende Meerwasser, würde das Schmelzen allen Meereises und der schwimmenden Eisschelfe den weltweiten Meeresspiegel um ca. 4 cm anheben. Dagegen sieht das Bild für die Eisschilde von Grönland und der Antarktis anders aus. Ein vollständiges Abschmelzen als Worst-Case-Szenario hätte, im Fall des grönländischen Eisschildes, einen steigenden Wasserpegel von 7 m zur Konsequenz, im Fall der Westantarktis wären es 6 m. Die Ostantarktis gilt noch als stabil, ihr Abschmelzen ließe den Meeresspiegel um mehr als 50 m ansteigen. Um die Wahrscheinlichkeit dieses Ereignisses einschätzen zu können, sind jedoch weitere Forschungen nötig. Die verfügbaren Modelle erlauben diesbezüglich keine eindeutige Antwort. Auf jeden Fall müsste eine solche Schmelze wenigstens einige hundert Jahre dauern, bis die genannten Landflächen eisfrei wären. Das Alter des grönländischen Eisschildes wird auf mindestens 130.000 Jahre geschätzt, so dass er offenbar auch die wärmste Phase des Holozän, das Atlantikum (6.–3. Jahrtausend v. Chr.), überstanden haben muss.
In der Zeit zwischen 2011 und 2014 gingen in Arktis und Antarktis jährlich insgesamt 503 ±103 km³ Eis verloren; in Grönland hat sich der Eisverlust gegenüber dem Vergleichszeitraum 2003–2009 verzweieinhalbfacht und in der Westantarktis verdreifacht.
Schwere Schäden sind auch beim gegenwärtigen Erwärmungstrend besonders für Tierpopulationen im Nordpolargebiet zu erwarten. In den letzten Jahren wurden besonders die bei Eisbären bereits aufgetretenen Effekte kontrovers diskutiert. Da sie vom Meereis abhängig sind – sie jagen auf dem Eis lebende Robben und nutzen Eiskorridore, um von einem Gebiet zu anderen zu ziehen –, gilt es als unwahrscheinlich, dass sie als Art überleben, wenn es zu einem vollständigen Verlust des sommerlichen Meereises kommen sollte. Anderseits werden beispielsweise in Kanada jährlich tausende Robben getötet, was den Eisbären die Hauptnahrungsquelle stark reduziert. Ebenfalls betroffen sein wird die Lebensweise der Eskimos, die auf intakte Eisflächen für Begehbarkeit und Jagd angewiesen sind. Auch Rentiere, die in weiten Teilen Nord-Eurasiens die Wirtschaftsgrundlage vieler indigener Völker sind, werden durch verschiedene Effekte negativ beeinflusst: Sie erkranken schneller bei Hitzestress und vermehrtes Tauwetter im Winter und anschließendes Überfrieren verhindert den Zugang zum Futter. Dies hat in einigen Fällen bereits zum Verhungern hunderter Tiere geführt.
Das Abschmelzen der Eisschichten wird auch die Drehgeschwindigkeit unseres Planeten beeinflussen. Die Schmelzen verursacht eine zusätzliche Ausbuchtung der Oberfläche und verlangsamt somit die Rotation der Erde. Dies wird sich auf die Koordinierte Weltzeit, die auf Atomuhren beruht, auswirken. Dieser Effekt muss in der Zukunft bei der Zeitanpassung berücksichtigt werden.

#### Arktis
Aufgrund der polaren Verstärkung steigen die Temperaturen in der Arktis deutlich rascher als im globalen Durchschnitt. Die gesamte Arktis ist in Bewegung. Auch in unmittelbarer Nähe des Pols zeigen sich im Sommer zunehmend offene Wasserflächen. Zwischen 1979 und 2005 nahm die beobachtete Eisfläche um 1,5–2,0 % pro Dekade ab. Am 8. August 2007, einen Monat vor dem normalerweise erst im September erreichten Minimum, wurde mit 5,8 Millionen km² die geringste je ermittelte Ausdehnung gemessen. Zum 14. August war die Ausdehnung weiter auf 5,4 Millionen km² gefallen. Der Flächenverlust hatte sich in den Wintern 2005 und 2006 bereits erheblich beschleunigt. In den beiden Jahren ist die maximale Ausdehnung des Meereises um jeweils 6 % gefallen – eine Steigerung um den Faktor 30 bis 40 im Vergleich zur in den Jahrzehnten zuvor ermittelten Schmelzrate. Zwischen 1979 und 2006 konnte für jeden Monat im Vergleich zum Vorjahreswert ein deutlicher Verlust an Meereis festgestellt werden. Am stärksten ist dieser für den September, traditionell der Monat mit der geringsten Ausdehnung, wo er 8,6 ± 2,9 % pro Jahrzehnt beträgt.
Größere Unsicherheiten bestehen in der Erfassung der Dicke des Eispanzers. Hier schwanken die Angaben zwischen 40 % und 8–15 % Abnahme. Zwischen Mitte und Ende des 21. Jahrhunderts ist (Stand: 2006) nach Modellberechnungen bei fortschreitender Erwärmung mit einem eisfreien Nordpolargebiet in den Sommermonaten zu rechnen. Der Massenverlust in Grönland betrug 2006 nach verschiedenen Messungen zwischen 239 ± 23 km³ und 224 ± 41 km³ pro Jahr.

#### Antarktis

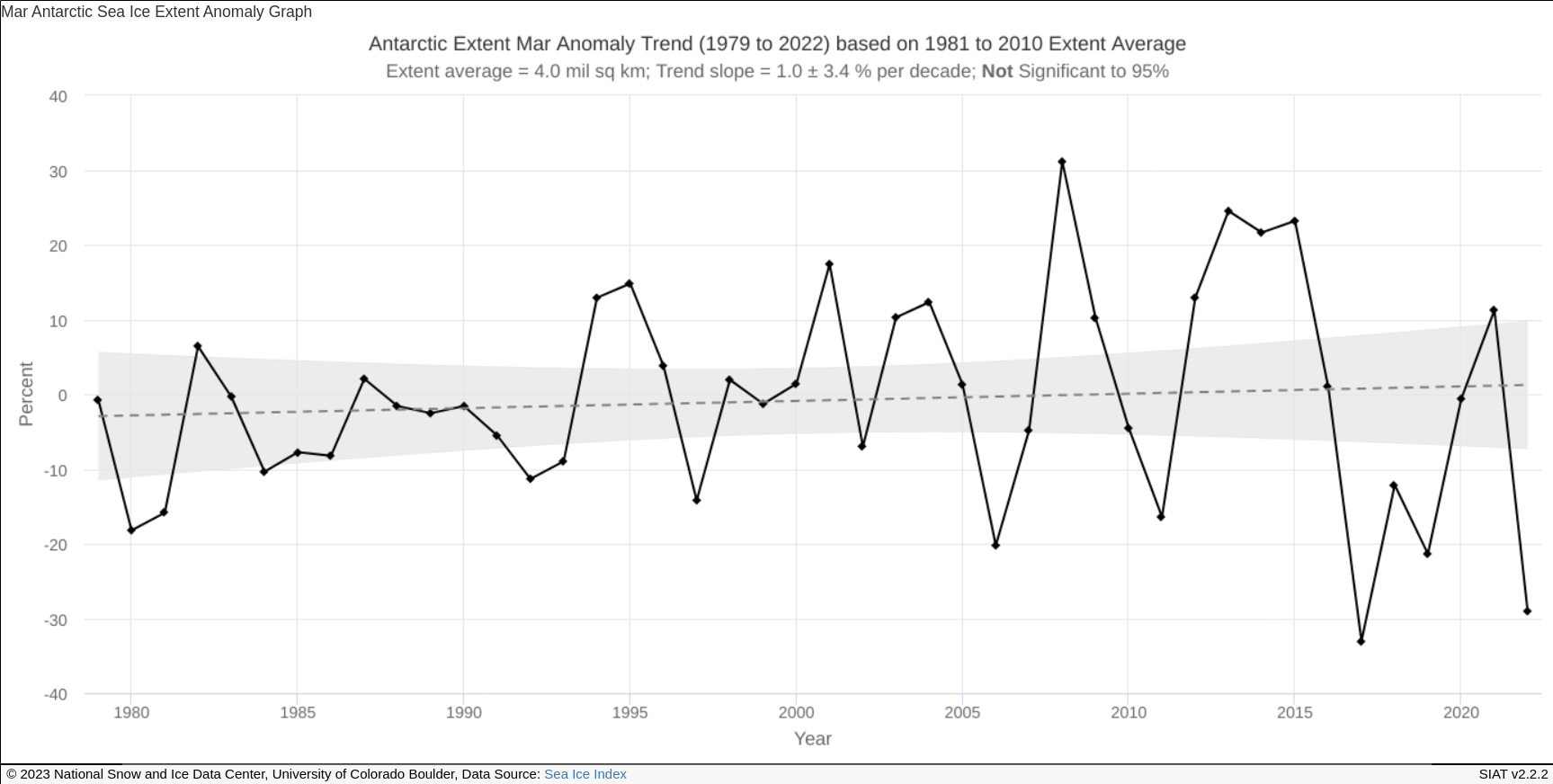
Zeitliche Entwicklung der minimalen Ausdehnung des antarktischen Meereises zwischen 1980 und 2022

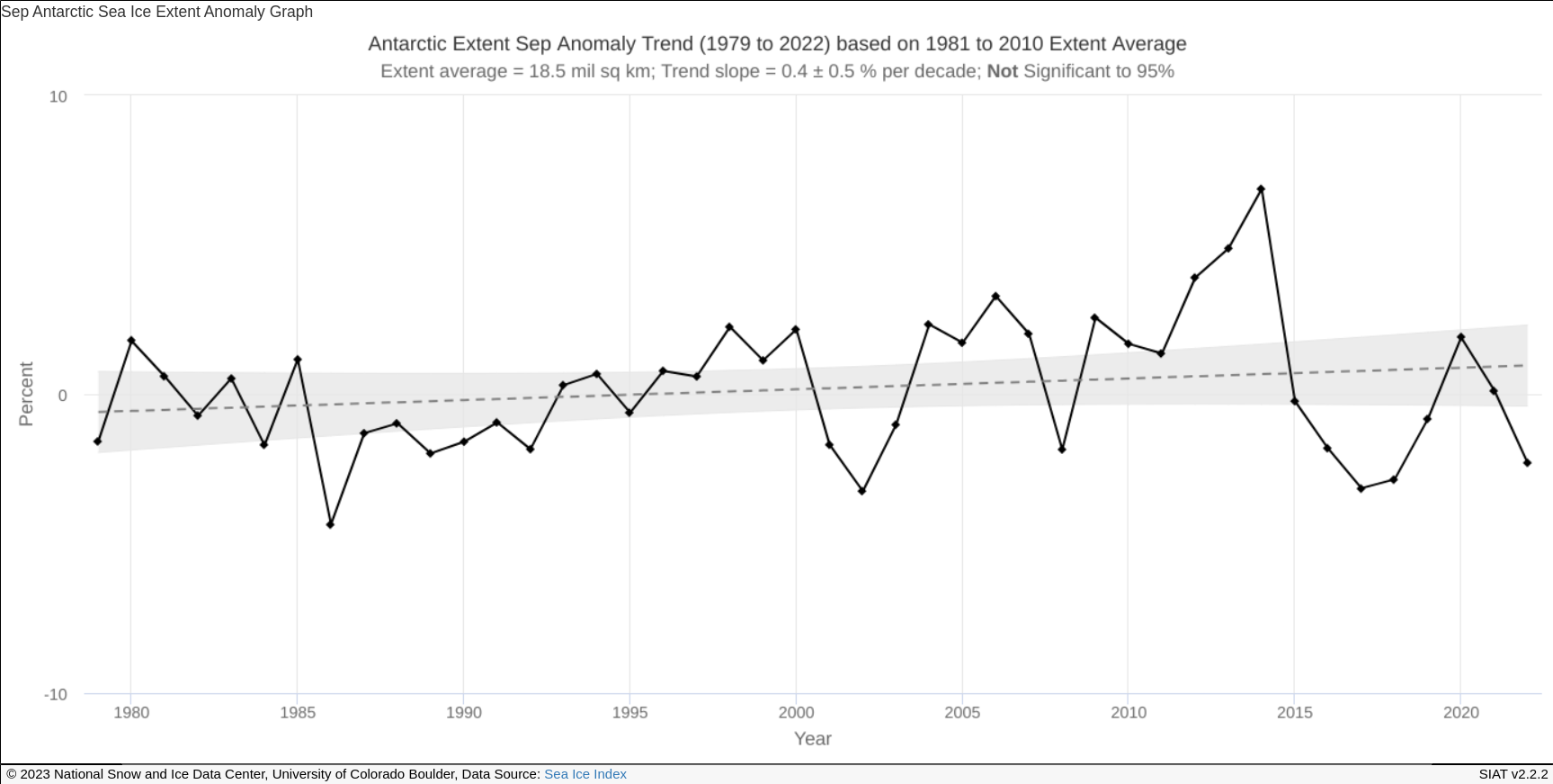
Zeitliche Entwicklung der maximalen Ausdehnung des antarktischen Meereises zwischen 1980 und 2022

In der Antarktis zeigt sich bislang ein anderes Bild. Hier erhöhte sich die mittlere Temperatur seit dem 19. Jahrhundert um geschätzte 0,2 °C. Während sich der antarktische Kontinent letztmals zwischen 1958 und 1970 leicht erwärmte, zeigen die antarktischen Temperaturaufzeichnungen der letzten 32 Jahre weder eine Erwärmung noch eine Abkühlung. Über die genaue Entwicklung der Antarktis besteht Unsicherheit, da Akkumulation in den Kernbereichen und Schmelzprozesse in den Randbereichen eine geschlossene Massenbilanz sehr erschweren. Die erste vollständige Schwerkraft-Analyse über den gesamten antarktischen Eisschild zeigte, dass im Beobachtungszeitraum zwischen April 2002 und August 2005 der jährliche Verlust an Eismasse durchschnittlich 152 (± 80) km³ betrug. In dieses komplexe Problem – der im Regelfall sehr trägen Eisdynamik – spielen zudem lokal wie global ergänzende Faktoren hinein, die zum Beispiel plattentektonischer oder isostatischer Natur (lokales Absinken, Verengung der Ozeane) sein können. Diese sind eher auf lange Zeiträume angelegt. Im Winter 2007 erreichte die Fläche des antarktischen Meereises mit 16,17 Millionen Quadratkilometern die größte Ausdehnung seit Beginn der Messungen im Jahr 1979. Die zunehmende antarktische Meereisfläche kann mit anwachsendem Schneefall durch die sich erwärmende Luft erklärt werden.
Laut Scientific Reports schmelzen an den Küsten der Antarktis selbst bisher stabile Permafrostböden vor allem wegen einer intensiveren Sonneneinstrahlung schneller als bislang erwartet.

### Regionale Wärmerekorde

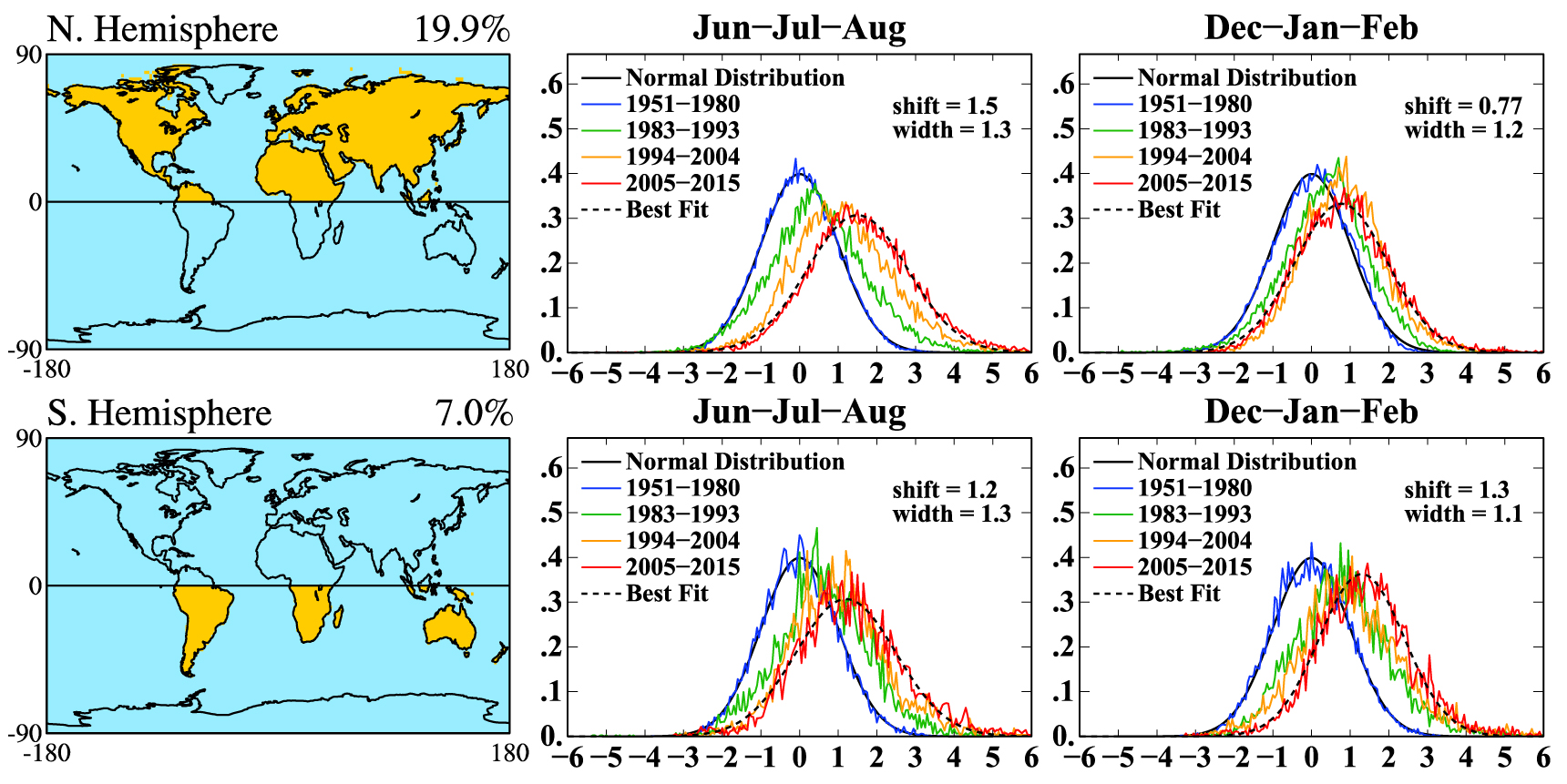
Der Vergleich der Temperaturdaten aus den Jahren 2005–2015 mit der Normalperiode 1951–1980, aufgetragen für die Nord- und Südhemisphäre und aufgetrennt nach Sommer und Winter; nach Hansen & Sato 2016

Bedingt durch die fortschreitende globale Erwärmung wird die Wahrscheinlichkeit regionaler Wärmerekorde steigen. Eine statistische Analyse zeigte, dass sich bereits im Jahrzehnt 2000–2010 die Wahrscheinlichkeit für regionale Temperaturrekorde monatlicher Durchschnittstemperaturen verfünffacht hat.
Die Hitzewelle in Europa des Jahres 2003 sowie die Hitzewelle, die beispielsweise die Entstehung der Wald- und Torfbrände in Russland 2010 begünstigte, wäre ohne die menschengemachte globale Erwärmung mit hoher Sicherheit nicht aufgetreten.
In einer statistischen Analyse der global verfügbaren Temperaturdaten verglichen Hansen et al. die Wahrscheinlichkeit für das Eintreten extrem warmer Sommer mit Temperaturen, deren Wert um mehr als drei Standardabweichungen (Sigma, σ) vom Mittelwert abwichen. In der zugrunde gelegten Referenzperiode war dies definitionsgemäß nur auf einem Gebiet zu beobachten, das 0,1 % bis 0,2 % der Erdoberfläche entsprach. Als Vergleichsperiode wurde der Zeitraum von 2006 bis 2011 gewählt, der global um etwa 0,6 K (Kelvin) wärmer war. Bereits diese auf den ersten Blick geringe Erwärmung führte dazu, dass die Fläche, auf der in dieser Zeit Hitzewellen mit Temperaturen größer als drei Standardabweichungen auftraten, ein Gebiet betraf, das zwischen 4 % und 11 % der Erdoberfläche groß war. Bei einer Erwärmung um 1 K, wie sie etwa um das Jahr 2020 zu beobachten war, wurden Wärmeanomalien, die vormals als 3-Sigma-Ereignisse galten, also mit einer Wahrscheinlichkeit von 0,13 % auftraten, die neuen normalen Durchschnittstemperaturen. 5-Sigma-Wärmeanomalien wurden so wahrscheinlich, wie es vormals 3-Sigma-Wärmeanomalien waren (5 Sigma entsprechen einer Wahrscheinlichkeit von einem Ereignis pro eine Million Jahre). Eine globale Erwärmung um 4 °C würde in einigen Regionen der Tropen zu jährlich beobachtbaren Durchschnittstemperaturen führen, die ohne eine derartige Erwärmung des Planeten sonst nur einmal alle eine Million Jahre auftreten würde.

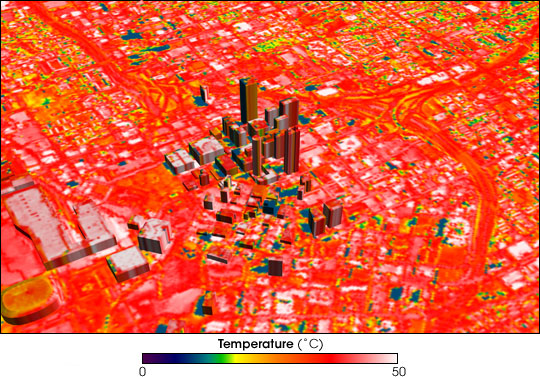
Veranschaulichung der Wärmebelastung in Städten anhand einer Temperaturverteilungskarte: blau zeigt kühle, rot warme und weiß heiße Gebiete.

Die Aussetzung bzw. Belastung von Extremhitze (WBGT > 30 °C) hat sich in ~13.000 Städten zwischen 1983 und 2016 verdreifacht. Ohne Berücksichtigung des dortigen Bevölkerungswachstums stieg sie um etwa 50 %. Städtische Gebiete und Wohnräume sind oft deutlich wärmer als die umliegenden ländlichen Gebiete. Derartige Hitze stellt nicht nur eine Bedrohung für die menschliche Gesundheit dar, sondern gefährdet auch die landwirtschaftliche Produktion.
Laut einer Studie hängt das Auftreten rekordhoher wochenlanger Hitzeextreme von der Erwärmungsrate und nicht vom Grad der globalen Erwärmung ab.

### Rückgang der Gletscher

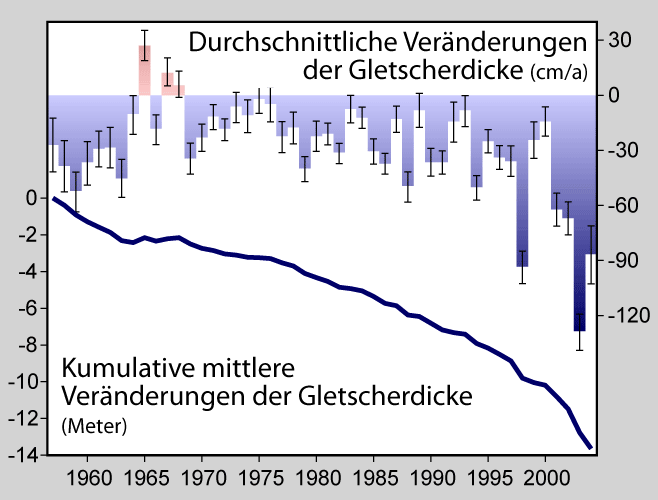
Die deutlich negative Massenbalance der Gletscher seit 1960

Eng mit dem Anstieg des Meeresspiegels verbunden, aber mit zahlreichen weiteren Folgen für Trinkwasserversorgung und lokale Ökosysteme einhergehend, ist der Rückgang der Gebirgsgletscher, der im 19. Jahrhundert begann und sich seitdem erheblich beschleunigt hat.
Gletscher sind sehr träge Gebilde, was dafür sorgt, dass sie weniger durch einzelne Wetterlagen beeinflusst werden als vielmehr durch langjährige Klimaveränderungen. Daher sind sie in ihrer Gesamtheit ein guter Indikator für langfristige Temperaturtrends, auf die sie deutlich empfindlicher reagieren. 83 % aller Gletscher schrumpften zwischen 1970 und 2004, die durchschnittliche Rate des Rückgangs aller Gletscher betrug dabei 0,31 m pro Jahr. Die Massenbalance der globalen Gletscher ist durch diesen Rückgang seit 1960 deutlich negativ, wie das Schaubild verdeutlicht.
Gletscher nehmen im Winter Wasser in Form von Eis auf. Im Sommer geben sie es als Schmelzwasser an Flüsse ab. Durch die kontinuierliche Gletscherschmelze seit dem Ende der kleinen Eiszeit nahm die von den Flüssen geführte Wassermenge vor allem im Sommer zu. So hat die zusätzlich freiwerdende Wassermenge aus den Himalaya-Gletschern zu einer Steigerung der landwirtschaftlichen Produktivität in Nordindien geführt. Im umgekehrten Fall führte die Ausweitung der Karakorum-Gletscher durch die regional sinkenden Sommertemperaturen seit 1961 zu einer Abnahme der sommerlichen Wassermenge der Flüsse Hunza und Shyok um 20 %.
Den Prognosen des IPCC zufolge wird das Volumen der nordhemisphärischen Gletscher bis 2050 durchschnittlich um weitere 60 % zurückgehen. In der zweiten Hälfte des 21. Jahrhunderts wird deshalb zunehmend effizienteres Wassermanagement nötig sein, um die dann rückläufigen sommerlichen Wassermengen der Flüsse auszugleichen. Andernfalls wird der Rückgang der verfügbaren Wassermenge die landwirtschaftliche Produktion in einigen Gebieten erheblich mindern.

### Veränderte Jahreszeiten

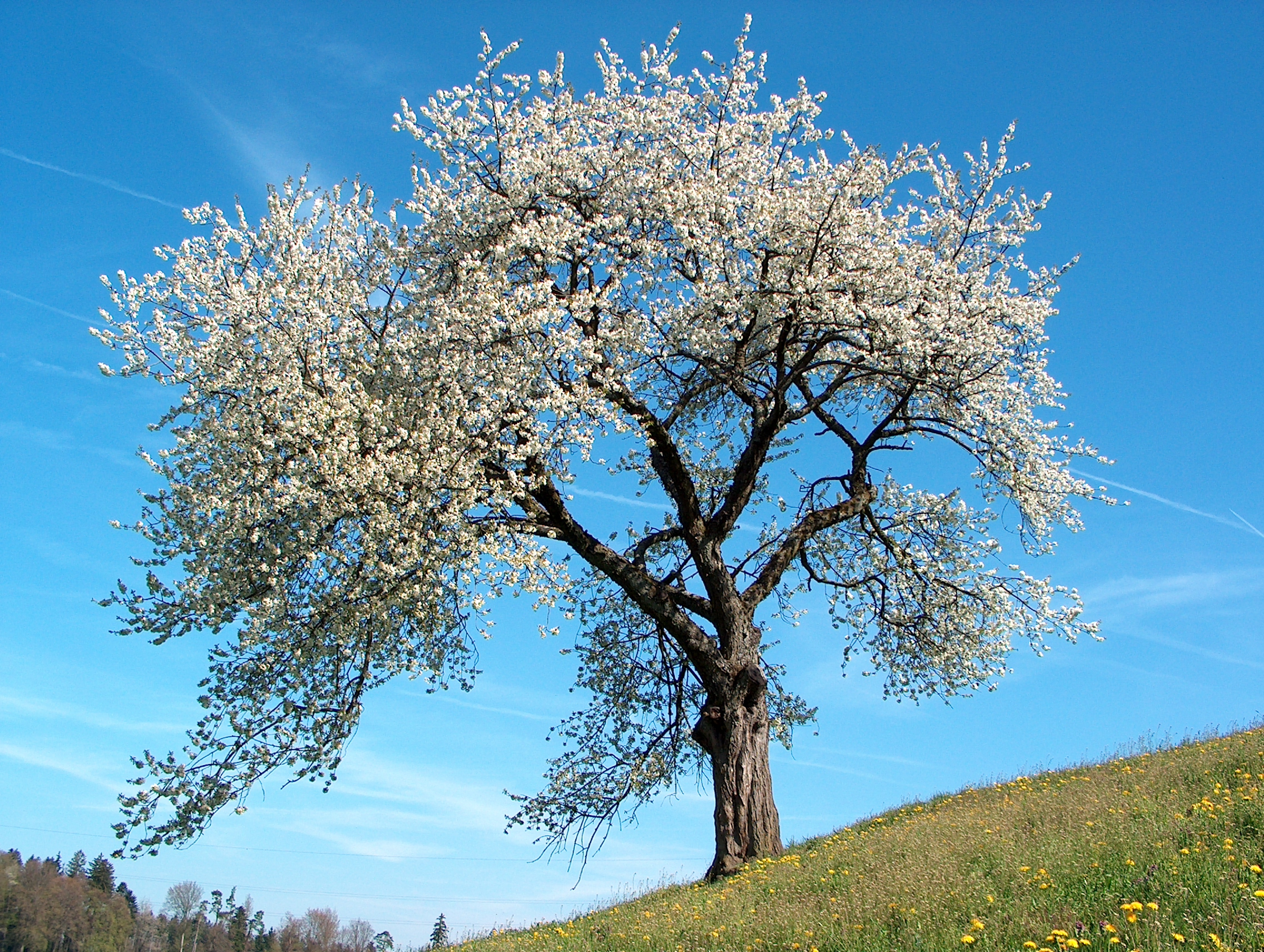
Als Folge des Klimawandels setzt die Blüte von Laubbäumen im Frühling früher ein.

Eine der bereits sichtbaren Folgen der globalen Erwärmung ist die zeitliche Verschiebung der Jahreszeiten in klimatischer Hinsicht (nicht astronomischer). Der Frühling beginnt regional unterschiedlich fast zwei Wochen früher, wie beispielsweise das Wanderverhalten von Zugvögeln zeigt. Eine Untersuchung über das Verhalten von 130 Tierarten zeigte eine durchschnittliche Vorverschiebung saisonabhängiger Verhaltensweisen um 3,2 Tage pro Jahrzehnt. Nördlich des 45. Breitengrades (etwa die Höhe von Turin in Norditalien) lebende Tiere wiesen dabei sogar eine Abweichung um 4,4 Tage je Dekade auf.
Auch phänologische Beobachtungen an Pflanzen zeigen die Erwärmung an. Im Mittel beginnt die Blattentfaltung und Blüte in Europa 2,4–3,1 Tage pro Dekade, in Nordamerika 1,2–2,0 Tage pro Dekade früher. Der Jahresgang des Kohlenstoffdioxidgehalts der Atmosphäre, der auf der Nordhalbkugel im Winter sein Maximum erreicht, bestätigt ebenfalls die Verfrühung des Frühjahrs. Der Rückgang zum sommerlichen Minimum trat bereits Ende der 1990er Jahre 7 Tage früher ein als 1960. Eine Folge für die Fauna ist die Verschiebung gewohnter Rhythmen. Für bestimmte untersuchte Vogelarten, etwa die Kohlmeise, wurde festgestellt, dass ihre Jungen verstärkt mit Nahrungsproblemen zu kämpfen hatten. Da sich der Lebenszyklus einer als Hauptnahrungsquelle dienenden Raupenart zeitlich nach vorne verlagert hatte und die Vögel mit ihrem Brutverhalten nur teilweise nachfolgen konnten, verlieren die Jungvögel eine wichtige Nahrungsgrundlage.
Durch die verlängerte Vegetationsperiode nimmt die Verdunstung durch Pflanzenwachstum zu, was wiederum sommerliche Dürren fördern kann.
Außerdem wird eine Verspätung der Herbstphasen beobachtet, sichtbar am Beginn der Laubverfärbung. Diese Veränderungen variieren jedoch stärker und sind nicht so stark wie die der Frühjahrsphasen ausgeprägt. In Europa hat sich der Zeitpunkt der Laubverfärbung in den letzten 30 Jahren um 0,3–1,6 Tage pro Dekade verspätet. Insgesamt hat sich die Vegetationsperiode in den letzten drei bis fünf Jahrzehnten um bis zu 3,6 Tage pro Jahrzehnt verlängert.
Eine weitere Folge ist das spätere Einfrieren von Seen und Flüssen im Winter kombiniert mit einem früheren Aufbrechen im Frühling. Zwischen 1846 und 1995 froren Seen und Flüsse auf der Nordhalbkugel durchschnittlich an 5,8 Tagen je Jahrhundert später zu. Das Eis brach im Frühjahr im Durchschnitt 6,5 Tage je Jahrhundert früher auf.

### Veränderte Niederschlagsmengen: Dürren und Überschwemmungen
Die globale Erwärmung führt zu einer veränderten Verteilung und Menge des Regens: Niederschläge fallen in anderen Intervallen als vorher üblich oder verteilen sich neu auf die Jahreszeiten. Auch niederschlagsbedingte Wetterextreme wie Überschwemmungen oder Dürren können auf einer erwärmten Erde zu- oder abnehmen. Zu beachten ist, dass ein einzelnes Ereignis nie direkt auf die globale Erwärmung zurückgeführt werden kann. Unter den Bedingungen des Klimawandels verändert sich aber die Wahrscheinlichkeit für das Auftreten solcher Ereignisse.
Bei der Kartierung großflächiger Trends der einfallenden Niederschlagsmenge seit 1900 zeigen sich regional deutliche Unterschiede. Mehr Niederschlag entfiel besonders auf Kanada, Nordeuropa, Westindien und Ostaustralien. Rückgänge von bis zu 50 % wurden besonders in West- und Ostafrika und im Westen Lateinamerikas gemessen. Im Vergleich zu 1980 wird nach einer Modellstudie bis 2050 der Osten Afrikas einen weiteren Rückgang erfahren, ebenso Mittelamerika und eine große Region, die sich von Neuseeland über Australien und Neuguinea bis nach Japan erstreckt. Ein deutlicher Anstieg wird für den Osten Grönlands, für Teile Lateinamerikas und Westafrikas sowie besonders über dem Pazifischen Ozean erwartet.

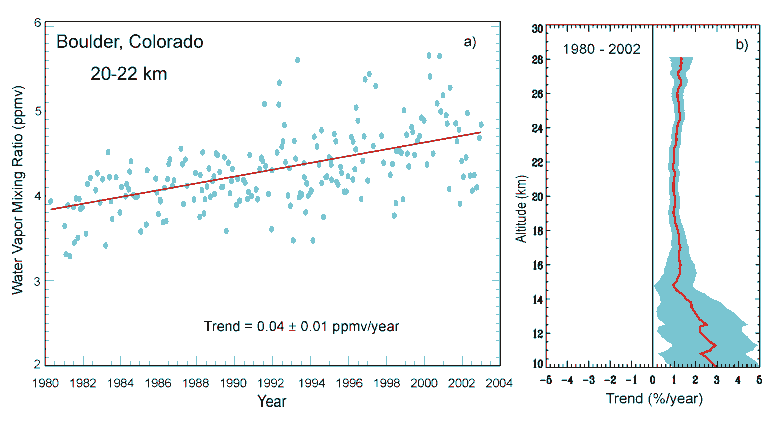
Ansteigender Anteil an Wasserdampf in der Luft bei Boulder (Colorado)

In einer Studie aus dem Jahr 2002 werden mehrere tausend Zeitserien verschiedener klimatischer Indikatoren ausgewertet, die zu dem Schluss führen, dass sich die Zahl der Tage mit besonders schwerem Niederschlag signifikant erhöht hat. So haben sich schwere Regenfälle in Großbritannien während des Winters nahezu verdoppelt. Während in den 1960ern 7–8 % der Niederschläge im Winter in die Kategorie Starkregen fielen, waren es in den 1995ern bereits ca. 15 %. Ebenfalls signifikant gewachsen ist ab 1950 die von Wetterextremen betroffene Landfläche, auch wenn für Teile Afrikas und Südamerikas bei der Erstellung der Studie nur unzureichende Daten vorgelegen haben. Menschen in Afrika sind Extremereignissen besonders ausgesetzt, da es hier nur ein schwach ausgebautes meteorologisches Überwachungssystem gibt, was häufig zu verspäteten und ungenauen Informationen führt. Eine Studie aus dem Jahr 2015 konstatiert, basierend auf Daten der Krymsk-Flutkatastrophe: „Über dem gesamten östlichen Mittelmeer und Schwarzen Meer ist die Atmosphäre durch die Meereserwärmung deutlich instabiler geworden“.
Einer Studie von 2012 zufolge hat sich der Wasserkreislauf der Erde zwischen 1950 und 2000 um 4 % verstärkt. Mit jedem Grad Celsius an Erwärmung wird der Wasserkreislauf laut Studie um rund 8 % beschleunigt, was Niederschlagsmuster verändere und Ungleichgewichte in der globalen Wasserversorgung verschärfe. Dies führe zu mehr Trockenheit in bereits trockenen Regionen und einer Zunahme von Überschwemmungen in bereits wasserreichen Gebieten.
Eine weltweit 195 Flüsse umfassende Studie von 2005 zeigt für 27 davon eine Zunahme an Überschwemmungen, für 31 eine Abnahme, für die restlichen 137 jedoch keine klare Tendenz. Eine andere Studie von 2002 will jedoch einen weltweiten Trend zur Vermehrung besonders schwerer Überschwemmungen im Laufe des 20. Jahrhunderts festgestellt haben. Dieser Trend stimme mit den erwarteten Wirkungen der globalen Erwärmung überein, und es wird prognostiziert, dass er sich im 21. Jahrhundert weiter verschärfe. Dabei ist zu berücksichtigen, dass menschliche Eingriffe in natürliche Flussverläufe ebenfalls einen erheblichen Einfluss auf Häufigkeit und Schwere von Überschwemmungen haben können und dass eine zunehmende Ansiedlung von Menschen in Flussnähe den durch eine Überschwemmung verursachten Schaden weiter erhöhen könnte.
Regional sind die Hochwassertrends sehr verschieden. Für Elbe und Oder ergab eine Studie aus dem Jahr 2003 keine Zunahme, sondern vielmehr eine Abnahme der Winterhochwasser und keinen Trend im Hinblick auf Sommerhochwasser über die letzten 80 bis 150 Jahre. Der Trend bei den Winterhochwassern sei zumindest teilweise auf die nicht mehr zufrierenden Flüsse zurückzuführen, die im Falle der Eisbedeckung als natürliche Barrieren das Ausmaß eines Hochwassers verstärken können.
Ebenfalls in Zusammenhang mit erhöhten Niederschlagsmengen, vor allem in Kombination mit Landnutzungsänderungen, wird die Zunahme von gravitativen Massenbewegungen erwähnt.

### Verschiebung der Klimazonen
Pro Grad Celsius globaler Erwärmung ist mit einer Verschiebung der Klimazonen um 100–200 km nach Norden zu rechnen. Einer 2015 veröffentlichten Arbeit zufolge haben sich im Zeitraum 1950–2010 durch die globale Erwärmung für 5,7 % der weltweiten Landfläche die Klimazonen hin zu wärmeren, trockeneren Klimaten verschoben. Die Verschiebung darf man sich aufgrund des enormen Tempos der Erwärmung nicht als gleichmäßigen Wandel vorstellen (etwa Absterben von Nadelgehölzen, die sukzessive durch Laubgehölze ersetzt werden), sondern es sind chaotische, lokal sehr unterschiedlich verlaufende Prozesse, die auch zu ganz anderen – vorerst artenärmeren und damit instabileren – Lebensräumen führen können. Insofern darf man aus der Kartenanimation nicht auf den bloßen Übergang von einem bekannten Biom in ein anderes schließen. So führt eine Nordverschiebung der subtropischen Lorbeerwaldklimate in den Laubwaldklimaten nicht zwangsläufig zu „nachrückenden“ Lorbeerwäldern, sondern wird eher – zumindest für eine lange Zeit – beispielsweise zu dauerfeuchten, degradierten, lückenhaften Laubwäldern mit eingestreuten baumfreien Sümpfen und Buschland führen.
|  Eisklima – polar arid (auch im Hochgebirge)                                  |
|  Tundrenklima – subpolar arid (auch im Hochgebirge)                           |
|  Nadelwaldklima – kaltgemäßigt humid (auch in Gebirgen)                       |
|  Mischwaldklima – kühlgemäßigt humid (auch in Mittelgebirgen)                 |
|  Laubwaldklima – kühlgemäßigt oder subtropisch humid (auch in Mittelgebirgen) |
|  Steppenklima – kühlgemäßigt oder subtropisch semiarid                        |
|  Wüstenklima – kühlgemäßigt oder subtropisch arid                             |
|  Lorbeerwaldklima – subtropisch humid (auch in Gebirgen)                      |
|  Mittelmeerklima – subtropisch semiarid (auch in Gebirgen)                    |
|  Subtropenklima – subtropisch oder tropisch semihumid                         |
|  Buschwaldklima – subtropisch oder tropisch semiarid                          |
|  Savannenklima – tropisch semihumid                                           |
|  Tropisches Regenwaldklima – tropisch humid                                   |

Verschiebung der Klimazonen nach dem Worst-Case-Szenario (A1FI) des IPCC: +2,4 bis 6,4 °C bis 2100 durch starkes Wirtschafts- und Bevölkerungswachstum mit intensivem Verbrauch fossiler Energie, ab 2050 Absenkung der Emissionen durch Verwendung alternativer Energieformen.
Die 13 gezeigten Klimazonen entstanden aus der Vereinfachung der effektiven Klimaklassifikation nach Köppen-Geiger.

Die Risiken für Ökosysteme auf einer erwärmten Erde verändern sich erheblich mit dem Umfang und dem Tempo des weiteren Temperaturanstiegs. Unterhalb einer Erwärmung von 1 °C sind die Risiken vergleichsweise gering, für anfällige Ökosysteme jedoch nicht zu vernachlässigen. Zwischen 1 °C und 2 °C Erwärmung liegen signifikante und auf regionaler Ebene mitunter substanzielle Risiken vor. Eine Erwärmung oberhalb von 2 °C birgt enorme Risiken für das Aussterben zahlreicher Tier- und Pflanzenarten, deren Lebensräume nicht länger ihren Anforderungen entsprechen. Diese Arten werden verdrängt oder können aussterben, wenn sie den sich geographisch schnell verschiebenden Klimazonen nicht folgen können. Das trifft insbesondere auf die Pflanzenwelt zu, so dass die Verschiebung der Vegetationszonen deutlich langsamer nachziehen wird. Andere Arten können sich unter den veränderten Bedingungen stärker ausbreiten. Darüber hinaus drohen über 2 °C Temperaturanstieg sogar kollabierende Ökosysteme, deutlich verstärkt auftretende Hunger- und Wasserkrisen sowie weitere sozioökonomische Schäden, besonders in Entwicklungsländern.
Je größer die Übergangsgebiete (Zonoökotone) zwischen den abgrenzbaren Großlebensräumen (Zonobiome) sind, desto geringer werden die Auswirkungen klimatischer Veränderungen sein. Für die einzelnen Klimazonen werden die folgenden Veränderungen prognostiziert:
- Polargebiet → Bedrohung der Artenvielfalt durch Schrumpfung der Tundren. Auftauen der Permafrostböden.[134]
- Kaltgemäßigtes Klima → Vermehrte Waldbrände, Insektenbefall und Krankheiten.[135]
- Kühlgemäßigtes Klima → Vermehrte Waldbrände, Insektenbefall und Krankheiten.[135] Ausbreitung von Infektionskrankheiten.[136] In den kontinentalen Mittelbreiten (Weizenanbaugebiete) Dürren im Sommer, Destabilisierung der Ökosysteme mit drastischen Folgen für die menschliche Nutzung.[134] Demgegenüber wird Weinanbau in Großbritannien möglich und in Südeuropa können Dattelpalmen und Agaven genutzt werden.[136]
- Subtropen → Die dicht bevölkerten Regionen der halbtrockenen Subtropen (u. a. das Mittelmeergebiet, der Südwesten der USA, der Norden Mexikos, der Süden Australiens und Afrikas und Teile Südamerikas) werden vermutlich noch trockener werden[135]
- Tropen → Zum einen dürften die halbtrockenen Tropen (z. B. die Savannen des Sahel) von zunehmenden Niederschlägen profitieren, so dass der Ackerbau mehr Erträge bringt.[137] Die feuchten Zonen der Tropen, die bereits weitgehend entwaldet sind, werden hingegen durch zunehmende Trockenheit und Waldbrände weiter ihre Artenvielfalt einbüßen. Intakter Regenwald hingegen wirkt ausgleichend auf den Wasserhaushalt und kommt mit steigenden Temperaturen relativ gut zurecht.[135] In dem Zusammenhang sind auch Veränderungen der Vegetationsverteilung bei im Tropengürtel liegenden Gebirgszügen zu erwarten.[138]

Eine 2007 in den Proceedings of the National Academy of Sciences (PNAS) veröffentlichte Modellstudie deutet drastische Folgen für Lebewesen in allen Klimazonen der Welt unter den Bedingungen der Erderwärmung an. Aus biologischer Sicht am stärksten betroffen werden demnach wahrscheinlich Tropengebiete sein, weil sie historisch gesehen bislang den geringsten Schwankungen ausgesetzt waren. Ihre Anpassungsfähigkeit wird deshalb als äußerst gering eingeschätzt. Bis 2100 droht auf bis zu 39 % der globalen Landflächen das Entstehen völlig neuartiger Klimate, vor allem in den Tropen und Subtropen, gefolgt von den Polargebieten und Gebirgen. Auf bis zu 48 % der Landflächen könnten die bisherigen Klimate verschwinden und durch andere ersetzt werden.
Tiere wandern mit steigenden Temperaturen zunehmend polwärts. Eine Untersuchung an 1 700 Arten besagt, dass diese sich um durchschnittlich 6,1 km pro Jahrzehnt den Polen nähern bzw. sich mit 6,1 m pro Dekade in höhere Gebirgslagen zurückziehen. Für 279 dieser Arten konnte ein sogenannter „diagnostischer Fingerabdruck“ ermittelt werden, der andere Einflussgrößen auf dieses Verhalten als den Klimawandel nahezu ausschließt. Für Westeuropa fand eine andere Studie für den Zeitraum von 1905 bis 2005 eine durchschnittliche Aufwärtswanderung von 29 m pro Jahrzehnt für 171 Pflanzenarten vor. Besonders betroffen sind deshalb Arten, die in Polargebieten oder auf Bergen leben und keine oder nur begrenzte Ausweichmöglichkeiten besitzen. Eine Studie, die 1.103 Pflanzen- und Tierarten untersuchte, die 20 % der Erdoberfläche abdecken, ergab, dass bei einer geringen Erwärmung von 0,8 bis 1,7 °C bis 2050 etwa 18 % der untersuchten Arten aussterben würden. Der Potsdamer Klimaforscher Hans Joachim Schellnhuber rechnet dabei mit zunehmender Verwüstung in bestimmten Gegenden Europas. Bei einer mittleren Erwärmung von 1,8 bis 2,0 °C im gleichen Zeitraum würden etwa 24 % aller Arten aussterben und bei einer hohen Erwärmung von über 2 °C wären es hiernach sogar ca. 35 %.
Die häufig auf Bewahrung eines Zustandes gerichteten Strategien für Naturschutzgebiete müssen überdacht und den veränderten Bedingungen angepasst werden. Der klimatische Wandel kann die bisherigen Schutzziele vieler Gebiete zunichtemachen.

### Waldbrände

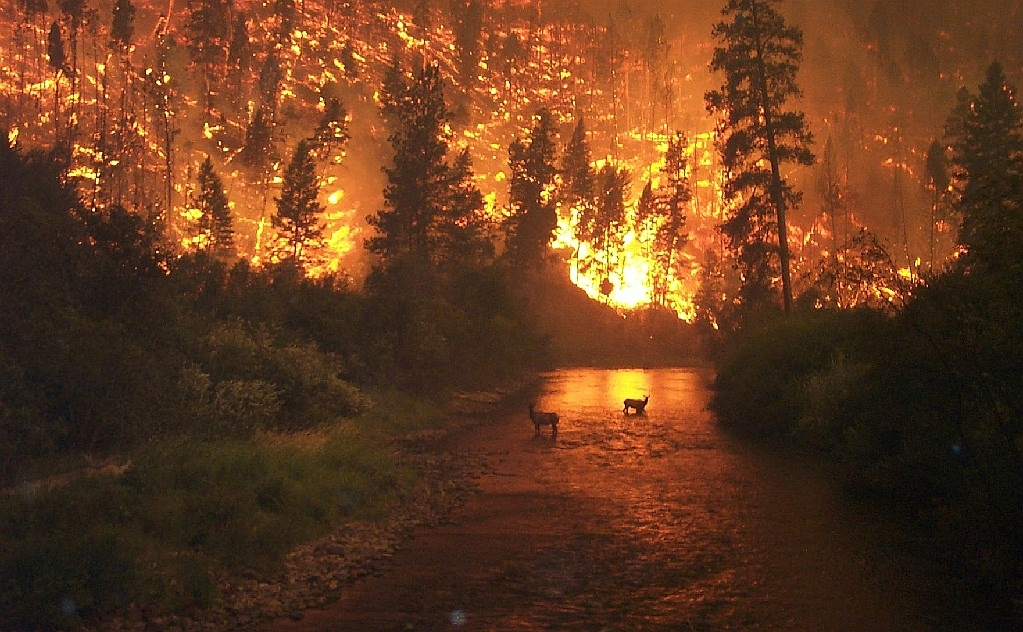
Ein Waldbrand im Bitterroot National Forest in Montana, USA, am 6. August 2000

Nicht von Menschen verursachte Waldbrände sind natürliche Vorgänge, die unregelmäßig auftreten und wichtige Funktionen im Ökosystem Wald übernehmen. Durch die Art der Waldnutzung und die Unterdrückung von wilden Feuern während des 19. und 20. Jahrhunderts ist in vielen Wäldern besonders der USA die Menge an Holz-Biomasse im Wald teilweise um ein Vielfaches über den natürlicherweise vorkommenden Wert gestiegen. Dies führt dann beim Entstehen eines Brandes zu schwereren und unkontrollierbaren Feuern, nicht selten mit Todesopfern und hohen Sachschäden. Neben dieser Veränderung durch Landnutzung trägt auch die globale Erwärmung wahrscheinlich zu verstärktem Auftreten von Waldbränden bei. Eine Studie über die westlichen USA kommt zu dem Schluss, dass es in der Mitte der 1980er Jahre zu einem sprunghaften Anstieg der Anzahl, Stärke und Dauer von Waldbränden kam. Dieser Anstieg geschah in durch Waldnutzung relativ unberührten Gebieten, und er hängt eng mit beobachtbaren steigenden Frühlings- und Sommertemperaturen und einer immer früher einsetzenden Schneeschmelze zusammen. Zwar sei es auch möglich, dass ein noch unbekannter natürlicher Zyklus ursächlich für diese Effekte sei, doch passe das Muster der Veränderungen genau in das durch Klimamodelle vorhergesagte Verhalten.
Für die Zukunft wird eine weitere Verschiebung der Temperaturen hin zu diesem anscheinend waldbrandfördernden Klima erwartet. Da dies sogar unberührte Waldgebiete gefährdet, sind künstlich mit Holz „angefüllte“ Wälder besonders starken Risiken ausgesetzt. In Gegenden mit einer erwarteten Zunahme der Niederschlagstage hingegen dürften sich bei ansonsten unveränderten Bedingungen weniger schwere Waldbrände ereignen. Eine Regionalstudie über das Bundesland Baden-Württemberg zum Beispiel erwähnt einen wahrscheinlichen Anstieg der Waldbrandgefahr bis 2050 im Lee des Schwarzwaldes sowie einen leichten Rückgang im Norden und Westen. Insgesamt erwartet die am Potsdam-Institut für Klimafolgenforschung erstellte Studie einen Produktivitätsgewinn der südwestdeutschen Wälder bis zur Hälfte dieses Jahrhunderts, der vor allem durch die verlängerte Vegetationsperiode und das schnellere Wachstum in höheren Lagen bedingt wäre, kombiniert mit dem Düngeeffekt des CO2 (siehe dazu die Abschnitte #Biomasse und #Landwirtschaft).
Hintergrund für die steigende Brandgefahr insbesondere in Wäldern ist das mit der Erwärmung zunehmende Sättigungsdefizit der Luft, durch das die Verdunstung von Wasser angeregt wird. Hierdurch kommt es zu einer verstärkten Trocknung von potentiellem Brennstoff wie Holz, was wiederum die Gefahr großer Flächenbrände exponentiell erhöht. Eine 2019 publizierte Studie kam zu dem Ergebnis, dass sich die verbrannte Waldfläche in Kalifornien zwischen 1972 und 2018 verachtfachte und dass nahezu der gesamte Anstieg an verbrannter Fläche auf das gestiegene Sättigungsdefizit der Luft infolge der Temperaturzunahme zurückzuführen ist. Damit habe die menschengemachte globale Erwärmung die Flächenbrandaktivität in Kalifornien schon stark erhöht und werde sie sehr wahrscheinlich in der Zukunft noch weiter erhöhen.

## Rückkopplungen
Einige Wirkungen der globalen Erwärmung erzeugen wiederum neue Einflüsse auf den Umfang der globalen Erwärmung, sie wirken als Rückkopplungen im globalen Klimasystem. Einige Rückkopplungen sind negativ, d. h., die Erwärmung zieht abkühlende Effekte nach sich. Andere sind positiv, so dass sich die Erwärmung von selbst verstärkt.
„Der Wasserdampf-Effekt in der oberen Troposphäre ist der stärkste bekannte Rückkopplungsprozess.“ Dabei ist während der letzten 35 Jahren die Luftfeuchtigkeit am oberen Rand der Wetterschicht um durchschnittlich ca. zehn Prozent gestiegen.
Vorsichtige Abschätzungen der durch die Erwärmung natürlicherweise forcierten weiteren Freisetzung von Kohlendioxid, einer klassischen positiven Rückkopplung, belaufen sich auf einen den Klimawandel zusätzlich verstärkenden Effekt um 15–78 Prozent im Laufe eines Jahrhunderts. Das heißt, die durch zwei sinnbildliche von Menschen freigesetzten Teilchen Kohlendioxid ausgelöste Erwärmung führt ungefähr zur Freisetzung eines weiteren Teilchens durch die Natur.

### Biomasse

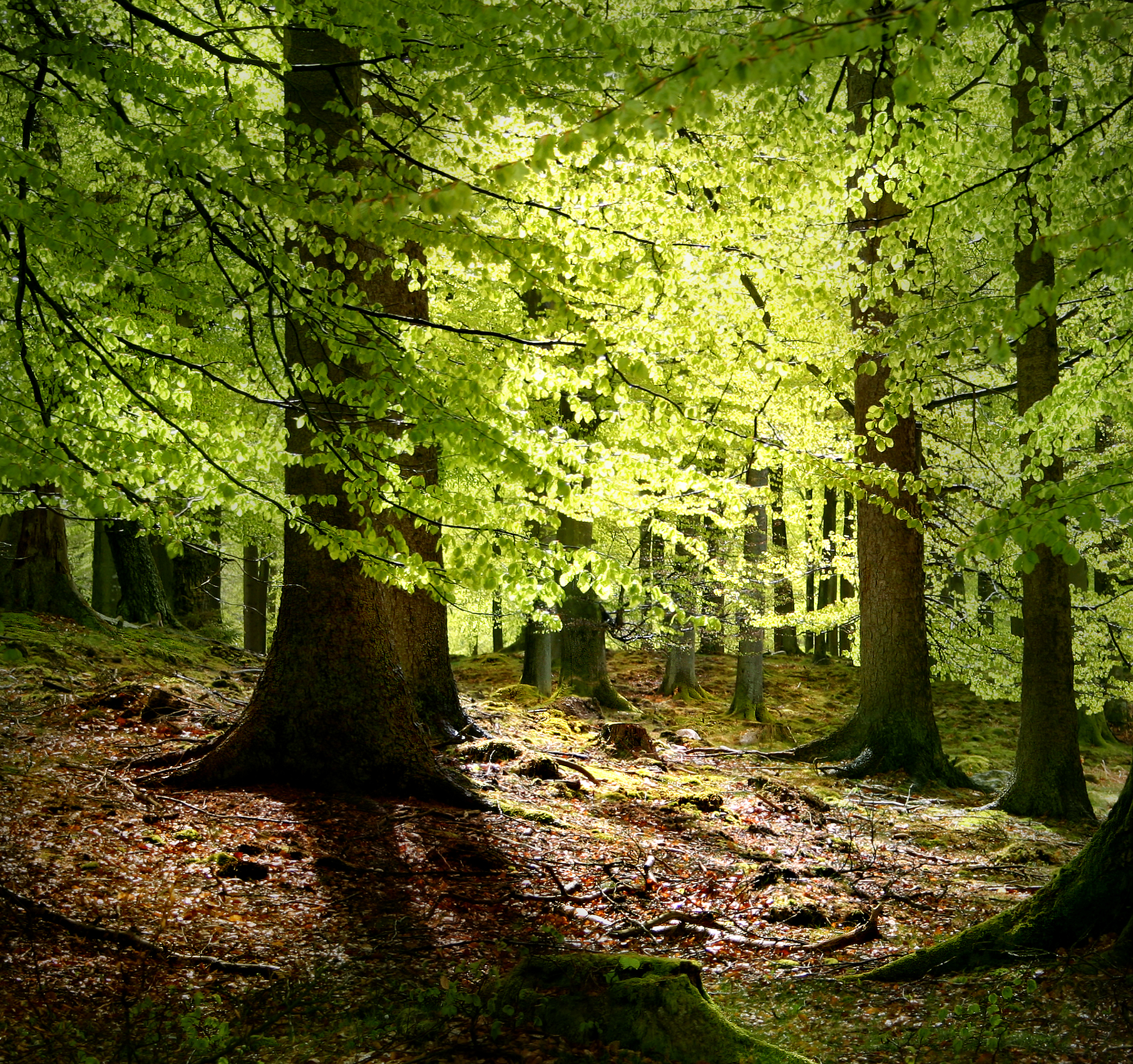
Wälder wie dieser Rotbuchenwald könnten von dem gestiegenen Anteil an Kohlendioxid in der Atmosphäre profitieren, doch der Nettoeffekt auf die gesamte Biomasse ist unsicher.

Bedingt durch höhere Temperaturen sowie die Düngewirkung von CO2 rechnen manche Klimamodelle mit einem erhöhten Pflanzenwachstum (gemessen an der Biomasse). Dies wird auch durch Beobachtungen der Paläoklimatologie gestützt, die von einer Abhängigkeit zwischen Biomasse und Temperatur ausgeht. Diese verbesserten Wachstumsmöglichkeiten für Pflanzen führen zu einem negativen Rückkopplungseffekt: Die Neubildung von Biomasse stellt in den Klimamodellen eine CO2-Senke dar. Die terrestrische Biosphäre alleine absorbiert ca. 20–30 % der anthropogenen CO2-Emissionen und führt dazu, dass es sich langsamer in der Atmosphäre anreichert.
Für tropische Wälder wurde hingegen in einer Langzeitstudie anhand von zwei Gebieten in Panama und Malaysia nachgewiesen, dass eine erhöhte Temperatur zu einer Verringerung des Zuwachses an Biomasse führt, und zwar sowohl insgesamt als auch bei der Mehrzahl der einzelnen Arten.
Eine Erhöhung des Pflanzenwachstums auf der Nordhalbkugel konnte im Zeitraum von 1982 bis 1991 durch Satellitenbeobachtung festgestellt werden. Dieser Effekt tritt regional sehr unterschiedlich auf, da auch die Verfügbarkeit von Wasser Voraussetzung für Pflanzenwachstum ist und die Regenverteilung sich als Folge des Klimawandels ändern kann. Neuere Studien deuten diesbezüglich an, dass es zu keinem Nettozuwachs an Biomasse kommt, da klimabedingt heißere Sommer und Wassermangel anscheinend das Pflanzenwachstum hemmen.
Andererseits können menschliches Einwirken wie Waldrodungen oder klimatische Ereignisse wie Stürme und Dürren auch dazu führen, dass die Wälder von einer Kohlenstoffsenke zu einer Kohlenstoffquelle werden. Beispielsweise ging durch zunehmende Entwaldung die im brasilianischen Regenwald gespeicherte Kohlenstoffmenge zwischen 2010 und 2019 von 4,45 Mrd. Tonnen auf 3,78 Mrd. Tonnen zurück. Dies entspricht einem Rückgang um 0,67 Mrd. Tonnen. In Kohlenstoffdioxid umgerechnet bedeutet dies, dass der brasilianische Amazonasregenwald im genannten Zeitraum infolge von Bränden und Waldrodung netto kein Kohlendioxid aus der Atmosphäre aufnahm, sondern stattdessen 2,7 Mrd. Tonnen in die Atmosphäre emittierte. Insgesamt stand der Aufnahme von 13,9 Milliarden Tonnen Kohlendioxid eine Abgabe von 16,6 Milliarden Tonnen gegenüber.
Versuche mit Gräsern in einer künstlich mit CO2 angereicherten Umgebung ergaben keine signifikant erhöhte Aufnahme von Stickstoff durch die Pflanzen. Experimente an künstlich mit CO2 „gedüngten“ Wäldern ergaben zwar ein gesteigertes Wachstum, zeigten aber auch, dass eine mögliche Mehraufnahme organischen Materials durch die Bäume von einer ebenfalls erhöhten Bodenatmung wieder zunichtegemacht werden könnte, so dass Wälder trotz zusätzlicher CO2-Düngung nicht als verstärkte Kohlenstoffsenke fungieren würden.

### Methanhydrate im Meeresboden

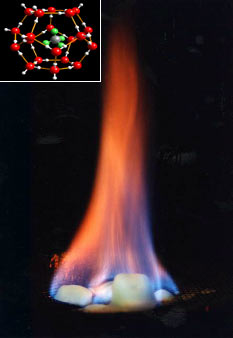
Brennendes Methanhydrat

Im Meeresboden lagern große Mengen Methan in Form von Methanhydraten, die bei einer starken Erwärmung freigesetzt werden könnten.
Methanhydrate sind Feststoffe, die in ihrem aus Wassermolekülen bestehenden Kristallgitter Methanmoleküle einschließen. Sie sehen aus wie schmutziges Eis und sind brennbar.
Die weltweiten Methanhydratvorkommen werden auf 500–3000 Gt C geschätzt. Zum Vergleich: Die nachgewiesenen Kohlereserven betragen ca. 900 Gt C.
Methanhydrate, die im Laufe mehrerer Millionen Jahre entstanden sind, sind nur unter bestimmten Druck- und Temperaturbedingungen stabil. Je höher die Umgebungstemperatur ist, desto höher muss der Druck sein, damit sich die Methanhydrate nicht auflösen. Solche Bedingungen herrschen in Meerestiefen ab 500 m, in der Arktis etwas näher an der Meeresoberfläche.
Durch die globale Erwärmung und die damit verbundene Erwärmung der Ozeane könnten die Methanhydrate im Meeresboden destabilisiert werden, was zu einer Freisetzung von großen Mengen Methan führen würde. Allerdings erwärmen sich die Ozeane langsamer als die Landoberfläche und durch die langsame Vermischung des Ozeans dringt diese Erwärmung nur langsam bis zum Meeresboden vor. Deshalb ist die Wahrscheinlichkeit einer großen und raschen Freisetzung von Methan innerhalb dieses Jahrhunderts sehr gering. Bedeutsamer ist die Gefahr einer langsamen, unkontrollierbaren und über Jahrhunderte anhaltenden Methanfreisetzung aufgrund des allmählichen Eindringens der Erwärmung in die tieferen Ozeanschichten.

### Permafrostböden

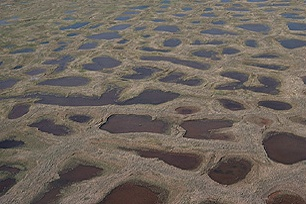
Aufgetauter Permafrostboden setzt große Mengen an CO_{2} frei.

Die Polare Verstärkung bewirkt vor allem in den Gebieten des arktischen Zirkels eine positive Rückkopplung durch den extremen Temperaturanstieg in diesen Breitengraden, welche sich um ein Vielfaches schneller erhöhen als im globalen Mittel. Der Erwärmungstrend in der Region zwischen 70° N und 90° N in den Jahren 1970–2008 betrug etwa das Dreifache des globalen Erwärmungstrends. Dies führt zu mehr Waldbränden und beschleunigt Tauprozesse. Mit dem Auftauen kommt es auch zur Thermokarstbildung, Mikroben werden aktiv und können große Mengen Kohlendioxid, Methan und Stickstoff produzieren.
In Permafrostgebieten der Arktis, Antarktis und den Hochgebirgen sind zwischen 13.000 und 15.000 Gigatonnen Kohlenstoff gespeichert. Das ist etwa doppelt so viel wie in der gesamten Erdatmosphäre. Beim durch den Klimawandel beschleunigten Auftauen der Permafrostböden wird dieser als Treibhausgas CO2 freigesetzt.
Methanhydrat-Vorkommen finden sich meist ab einer Meerestiefe von 300 m aufgrund der niedrigen Temperatur und des Drucks dort an den Kontintentalhängen oder unterhalb von kontinuierlichem Permafrost. Faktoren wie Meeresströmungen, Meerestemperaturen, Sediment-Erosion, Seismik, Vulkanismus oder Pingo- und Talik-Bildung in perforiertem Permafrost können Kanäle bilden, durch die Methanhydrat entweicht.
In der Regel absorbiert Meerwasser Methan, aber es kann auch zu unkontrollierten Gas-Fontänen kommen, die dann auch die Atmosphäre erreichen, da Klathrate Methanhydrat-Gas unter starkem Druck komprimiert. Beobachtungen zeigen, dass abhängig von der Saison unterschiedlich stark Methan aus dem Meeresboden entweicht und sich auch der Zustand der Offshore-Permafrostböden in manchen Regionen verschlechtert. Das Treibhauspotenzial von 1 kg Methan ist, auf einen Zeitraum von 100 Jahren betrachtet, 25 mal höher als das von 1 kg Kohlenstoffdioxid; nach einer neueren Untersuchung beträgt dieser Faktor sogar 33, wenn Wechselwirkungen mit atmosphärischen Aerosolen berücksichtigt werden.
Die Abschätzungen über das Ausmaß des Auftauprozesses in Sibirien, Kanada und ähnlich weit nördlich gelegenen Regionen variieren ebenso wie die Meinungen darüber, wie viel Methan letzten Endes freigesetzt werden wird. Laut jüngsten Studien könnte zwischen den Jahren 2300 und 2400 bis zu 75 % des dort gelagerten Kohlenstoffs in die Atmosphäre gelangen. Im sibirischen Permafrost lagert insgesamt eine Kohlenstoffmenge, mit der man die atmosphärische CO2-Konzentration verdreifachen könnte, so sie in Form von CO2 in die Atmosphäre gelangen würde.
Das Auftauen des Permafrosts in Hochgebirgsregionen führt zur Destabilisierung der Berghänge und damit zu Bergrutschen und Bergstürzen.
In einem 2019 erschienenen Artikel von Farquharson et al. wird die Veränderungen des Permafrostbodens an drei Messstationen in der kanadischen Hocharktis zwischen 2003 und 2017 beschrieben. Den Autoren zufolge taute der Boden in einigen Regionen Kanadas im Untersuchungszeitraum oft so stark auf, wie es bei einer moderaten Entwicklung (gemäß dem IPCC RCP 4.5-Szenario) eigentlich erst für das Jahr 2090 bei einer globalen Erwärmung um etwa 1,8 °C (± 0,7 °C) erwartet worden war.
2020 kam es infolge der Hitzewelle in Sibirien 2020 zu einem Auftauen von Permafrostböden, einem Grund für die Dieselölkatastrophe bei Norilsk.

### Rückgang des Meereises
Durch die globale Erwärmung nimmt das Meereis, das bis zu 15 Prozent der Weltmeere bedeckt, ab. Die Ozeane haben ein geringeres Rückstrahlvermögen (Albedo) von Sonnenlicht als die Eisflächen, weil Licht tief in die obersten Wasserschichten eindringen kann und dort absorbiert wird. Die Ozeane absorbieren also einen Großteil des eintreffenden Sonnenlichts, während das Meereis bis zu 90 % der eingestrahlten Sonnenenergie ins Weltall reflektiert. Nimmt die Fläche des Meereises ab, wird mehr Sonnenenergie absorbiert und die Erde erwärmt sich stärker. Die arktische Meereisfläche, die sich im Winter bildet und im Sommer zum Teil wieder verschwindet, hat im September 2012 mit ca. 3,5 Millionen km² das geringste je gemessene Ausmaß angenommen. Zu Beginn der Messungen 1979 betrug diese Fläche im September noch ungefähr 7,5 Millionen km². Seitdem hat sie jede Dekade um mehr als 8 % abgenommen. Unter anderem wegen des Rückgangs des Meereises und des Schnees hat sich die Jahresmitteltemperatur in der Arktis fast doppelt so schnell wie die der übrigen Welt erhöht. Nach verschiedenen Prognosen wird sich die Arktis in den nächsten 100 Jahren um weitere 4–7 °C erwärmen.

## Politische und gesellschaftliche Auswirkungen

### Gesundheit
Die menschliche Gesundheit wird vom Klima direkt (durch Kälte oder Hitze, Niederschläge, Überschwemmungen und Feuer) und indirekt durch ökologische (z. B. temperaturbedingte Veränderung der Ausbreitungsgebiete von Krankheitsüberträgern, Missernten) oder soziale Folgen (z. B. dürrebedingte Migration) beeinflusst. Auch die Temperaturvariabilität, d. h., wie die Temperaturen schwanken, hat einen Einfluss auf menschliche Gesundheit. Die Anpassung an Klimaverhältnisse ist schwieriger in einem ausgeprägt variablen Klima. Die Prognosen für die Auswirkungen einer zukünftigen Erwärmung sind mit großen Unsicherheiten behaftet, da insbesondere die indirekten Folgen primär vom wirtschaftlichen Stand einer Region beeinflusst werden. Der IPCC hielt in seinem 2018 erschienenen Sonderbericht 1,5 °C globale Erwärmung fest, dass die bei einem globalen Temperaturanstieg prognostizierten gesundheitlichen Folgen primär negativ sein werden, und die bei 1,5 °C Erwärmung prognostizierten Risiken hinsichtlich hitzebedingter Morbidität und Mortalität geringer sein werden als bei 2 °C Erwärmung. Gemäß einem 2021 erschienenen Bericht der Weltgesundheitsorganisation (WHO) ist der Klimawandel die „größte Bedrohung der Gesundheit, vor der die Menschheit steht“. Der direkte Zusammenhang von CO2-Emissionen zu resultierenden Todesfällen wird als Mortality Cost of Carbon (MCC) angegeben.
Die menschengemachte globale Erwärmung führt auch zu steigenden Kühlgrenztemperaturen, sodass in einigen Regionen der Erde die Überlebensfähigkeit von Menschen zeitweise nicht mehr gegeben sein wird: Nach einer Prognose von Im et al. aus dem Jahr 2016 könnten solche Bedingungen in Teilen Südasiens gegen Ende des 21. Jahrhunderts erreicht werden, in der indischen Metropolregion um Kalkutta wird die Kühlgrenztemperatur bereits heute „nahezu jährlich übertroffen“ (Stand: 2022). Die höchsten Werte der Kühlgrenztemperatur werden in der Golfregion gemessen; dort hat sich die Kühlgrenztemperatur 2015 dem Wert von 35 Grad Celsius genähert. Eine Kühlgrenztemperatur von 35 °C wird beispielsweise bei einer relativen Luftfeuchte von 50 % und gleichzeitiger Lufttemperatur von 46 °C erreicht.

#### Direkte Folgen

##### Extremhitze
Morbidität und Mortalität an einem Ort haben in Abhängigkeit von der durchschnittlichen Tagestemperatur einen typischen U-förmigen Verlauf: Außerhalb eines regionaltypischen mittleren Temperaturbereichs steigt in Richtung zunehmender Extreme die Sterblichkeit stark an. Die Todesfälle sind nicht nur auf Hitzeschlag bzw. Hypothermie, sondern vor allem auf kardiovaskuläre und respiratorische Ursachen zurückzuführen. In der globalen Betrachtung könnte die Klimafolgen geschuldete Sterblichkeit die gegenwärtig häufigsten Todesursachen wie Krebs und Infektionskrankheiten übertreffen.
Die Veränderung der Mortalität durch die globale Erwärmung hängt vom Ausmaß der Erwärmung, der betroffenen Region und weiteren Faktoren wie Anpassungsmöglichkeiten und demografischer Entwicklung ab. Zu Beginn der 2000er Jahre stellte winterliche Kälte in außertropischen Regionen gegenüber Sommerhitze das bedeutendere Sterberisiko dar. Grundsätzlich ist mit einer Zunahme der hitzebedingten und Abnahme der kältebedingten Sterblichkeit zu rechnen. Gegenüber dem Zeitraum 2000–2004 lag 2014–2018 die mit Hitze einhergehende Mortalität über 65 Jahre alter Menschen weltweit um mehr als 50 % höher. Im Jahr 2018 lag sie bei fast 300.000 Sterbefällen, davon etwas mehr als 20.000 in Deutschland. Eine Abschätzung für 400 Städte in 23 Ländern weltweit, die von keiner Anpassung und keinen demografischen Änderungen ausgeht, kam zu dem Ergebnis, dass in Nord- und Südamerika, in Zentral- und Südeuropa und in Südostasien generell die Sterblichkeit zunimmt. Für ein Szenario ohne ernsthaften Klimaschutz mit ungebremster Erwärmung kommt es zu einer sehr stark ansteigenden Mortalität. In Ostasien, Nordeuropa und Australien ist bei einer begrenzten Erwärmung mit einer leicht abnehmenden Sterblichkeit zu rechnen, bei einem „Weiter So“-Szenario ohne Klimaschutz nimmt auch in diesen Regionen in der zweiten Hälfte dieses Jahrhunderts die Sterberate wieder zu.
Am Persischen Golf, in Regionen Nordchinas und in dicht besiedelten Regionen Südasiens, so in den Tälern des Ganges und des Indus, drohen Modellrechnungen zufolge ohne wirksamen Klimaschutz gegen Ende des Jahrhunderts Hitzewellen mit Kühlgrenztemperaturen, die ab 35 °C zum Tod führen, wenn Menschen ihnen mehrere Stunden ausgesetzt sind. Hohe Kühlgrenztemperaturen treten speziell in der Kombination von hohen Lufttemperaturen mit hoher Luftfeuchte auf. Vorerst sind Kühlgrenztemperaturen auch in den heißesten Regionen der Erde nur selten über 31 Grad Celsius angestiegen; doch haben sie sich in der Region um den Persischen Golf 2015 örtlich bereits einmal dem final kritischen Wert von 35 Grad Celsius genähert. Allerdings sind auch Kühlgrenztemperaturen von 28 °C nur schwer zu ertragen, weil der Körper nur noch wenig Wärme abgeben kann. Im Mississippi-Tal sind einer Studie von 2017 zufolge Kühlgrenztemperaturen von über 28 °C keine Seltenheit mehr. In Zukunft könnte der Lebensraum von Menschen folglich nicht nur durch steigende Meeresspiegel abnehmen, sondern auch durch feuchte Hitzewellen.
In Europa starben um 2000 jedes Jahr deutlich mehr Menschen an Kälte als an Hitze, wobei jedoch zu beachten ist, dass es trotz gravierend unterschiedlicher Durchschnittstemperaturen gleichermaßen in Helsinki wie in Athen zu Todesfällen durch Hitze und Kälte kommt. Vergleichende Projektionen der Änderungen von kälte- und hitzebedingter Mortalität kommen zu unterschiedlichen Ergebnissen. Keatinge et al. (2000) z. B. gingen davon aus, dass in Europa bei einer regionalen Erwärmung um weniger als 2 °C die zu erwartende Zunahme an Hitzetoten durch die globale Erwärmung bei weitem durch den Rückgang an Kältetoten ausgeglichen wird. Eine einfache Abschätzung für Großbritannien ergibt bei einer solchen begrenzten regionalen Erwärmung etwa 2.000 zusätzliche Hitzetote sowie 20.000 weniger Kältetote. (Das Jahr 2020 war im europäischen Mittel bereits um die 2 °C wärmer als die zweite Hälfte des 19. Jahrhunderts.) Woodward (2014) kommt hingegen zu dem Ergebnis, dass schon 2050 die Zunahme der hitzebedingten Sterblichkeit in Großbritannien überwiegen wird.
Für Deutschland prognostiziert eine vom WWF in Auftrag gegebene und vom Kieler Institut für Weltwirtschaft erstellte Studie, dass sich bei einem mittleren Emissionspfad bis zum Jahr 2100 die Zahl der Hitzetoten um zusätzliche 5.000 (ohne Berücksichtigung der demografischen Entwicklung) beziehungsweise um 12.000 (mit Einbeziehung der veränderten Altersstrukturen) erhöhen kann. Gleichzeitig käme es zu einem Rückgang an Kältetoten um 3.000 beziehungsweise 5.000 Opfer. Nach Einschätzung einer im The Lancet veröffentlichten Studie lag aber bereits in den Jahren 2014 bis 2018 die Zahl der Hitzetoten im Schnitt um 3.640 höher als im Durchschnitt der Jahre 2000 bis 2004. Nur die bevölkerungsreichen Länder China und Indien haben nach den Modellrechnungen alarmierendere Zahlen als Deutschland, was unter anderem auf den hohen Anteil der über 65-Jährigen in Deutschland zurückzuführen ist.

###### Arbeit unter Hitze
Durch die Auswirkungen der globalen Erwärmung und den daraus resultierenden häufenden Hitzewellen auf den Menschen wird sich auch die Arbeit und somit die Wirtschaft ändern.
Die Anzahl der Arbeitsunfälle könnte steigen. So werden jährlich in Italien über 4.000 hitzebedingte Arbeitsunfälle verzeichnet. Bei einer Studie mit Gastarbeitern in Qatar wurden drei- bis viermal so viele Todesfälle in den heißen Monaten wie in den kalten dokumentiert. Schätzungen zur Folge ist in den USA der Tod durch Hitzestress eine der dritthäufigsten Todesursachen am Arbeitsplatz. In Mittelamerika starben innerhalb von zwanzig Jahren um die 30.000 Menschen vermutlich an der dauerhaften Kombination von Hitzeschlag, Dehydration und Überarbeitung.
Hitzebedingte Arbeitsunfälle können durch Verschieben der Arbeitszeiten Richtung Morgen, Abend oder Nacht, das Reduzieren der Arbeitszeiten, vorgegebenen regelmäßigen Pausen, das Bereitstellen von Trinkwasser und Schatten sowie das Bereitstellen von Ventilatoren von Seiten des Arbeitgebers vermieden werden.
Besonders risikoreich sind Berufsfelder, in denen Menschen anstrengende Arbeit bei hohen Temperaturen verrichten und häufig einem Druck ausgesetzt sind. Dies ist unter anderem auf dem Bau und bei der Paketzustellung der Fall

##### Schadstoffe
Während CO2 indirekt, durch Klimaänderungen, die menschliche Gesundheit beeinflusst, verursachen andere Luftschadstoffe, die ebenfalls (aber in einem geringeren Maß) das Klima beeinflussen – dazu zählen Feinstaub oder bodennahes Ozon – in beträchtlichem Maß auch direkte Gesundheitsschäden und vorzeitige Todesfälle. Klimaschutzmaßnahmen, die die Konzentration dieser Luftschadstoffe senken, gehen deshalb mit einem erheblichen Zusatznutzen einher. Klimaänderungen haben zugleich eine Rückwirkung auf die Konzentrationen dieser Schadstoffe: Niederschlag ist die wichtigste Feinstaubsenke, Trockenperioden erhöhen also die Feinstaubkonzentrationen, hohe Temperaturen und intensive Sonneneinstrahlung begünstigen die Bildung von bodennahem Ozon. Besonders durch verstärkte Ozonbildung hat der Klimawandel wahrscheinlich schon jetzt zu erheblichen Gesundheitsschäden geführt, ohne wirksame Umwelt- und Klimaschutzmaßnahmen werden sie weiter zunehmen. Eine Analyse des Umweltbundesamtes kommt, bei unveränderter Klimapolitik, für Deutschland auf 30 % mehr Tage, an denen ein Schwellenwert von 120 Mikrogramm Ozon pro Kubikmeter Luft überschritten wird.

##### Neurologische Auswirkungen
Durch den Klimawandel deutlich erhöhte CO2-Konzentrationen und/oder fehlende Ventilation bei Räumen mit vergleichsweise sauberer Umgebungsluft können laut Studien zu einer starken und vermeidbaren Beeinträchtigung der Gehirnleistung – etwa bei grundlegender Entscheidungsfindung und komplexerem strategischem Denken – in Räumen wie etwa Klassenzimmern führen. In dem RCP8.5 Szenario könnten diese Denkleistungen bis Ende des Jahrhunderts um ~25 % und ~50 % – relativ zu Scores in speziellen Leistungstests – abnehmen.

#### Indirekte Folgen

##### Ausbreitung von Krankheiten
Zu den indirekten Folgen der globalen Erwärmung zählt die regionale Änderung von Gesundheitsrisiken durch Veränderung des Verbreitungsgebiets, der Population und des Infektionspotentials von Krankheitsüberträgern wie Stechmücken (z. B. Anopheles, Überträgerin der Malaria), Flöhen oder Zecken. Durch die Erwärmung werden nach bisherigen Erkenntnissen einige Gebiete für Überträger höchstwahrscheinlich unbewohnbar werden, andere bisher unbewohnbare wiederum könnten von ihnen als neue Lebensräume erschlossen werden. Ob sich die weltweiten Ausbreitungsgebiete insgesamt vergrößern, verkleinern oder gleich bleiben, ist dabei nicht nur von klimatischen Faktoren, sondern auch vom jeweiligen Überträger und entsprechenden Gegenmaßnahmen abhängig. So spielt die Temperatur z. B. nur eine untergeordnete Rolle bei der tatsächlichen Ausbreitung von Malaria, da diese Krankheit bis in die 1950er in 36 US-Bundesstaaten verbreitet war und erst später durch gezielte Bekämpfung der Mücken mittels DDT ausgerottet werden konnte. Auch in Europa ist eine erneute Ausbreitung der Malaria höchst unwahrscheinlich, da hier ein hoher medizinischer Standard herrscht und regelmäßig teilweise auch biologische Maßnahmen zur Bekämpfung von Stechmücken durchgeführt werden. Ärmere Länder, insbesondere jene West- und Zentralafrikas, werden von einer möglichen Malariaausbreitung wesentlich stärker betroffen sein, weil sie sich keine Gegenmaßnahmen leisten können.
Neben der reinen Temperaturerhöhung wird sich aber mit hoher Wahrscheinlichkeit auch die durch stärkere Regenfälle und das Abtauen von Permafrostregionen bedingte Zunahme von Feuchtgebieten speziell auf Stechmückenpopulationen auswirken. In Norddeutschland wurde die unter dem Namen Marschenfieber bekannte Malaria als Nebeneffekt der Trockenlegung der Marschen zwar effektiv eingeschränkt, die eigentliche Reduktion des Risikos besteht aber weiterhin in der gezielten Prophylaxe speziell bei Reisenden in tropische Länder. Damit kann die Anzahl infizierter Hauptwirte höchstwahrscheinlich auch in Zukunft gering genug gehalten werden, um eine epidemische Ausbreitung zu verhindern, obwohl die Lebensräume der Überträger weiterhin vorhanden sind.
Auch wenn Deutschland nicht zu den erklärten Risikogebieten für Malaria gehört, ist hier bei einer Erwärmung aufgrund frostärmerer Winter und feuchterer Sommer unter anderem mit einer Ausbreitung von Zeckenpopulationen zu rechnen, die wiederum ein erhöhtes Risiko für Borreliose und Frühsommer-Meningoenzephalitis (FSME) mit sich bringen. Die Ausbreitung der Krankheiten selbst kann dabei sowohl durch vorbeugende Maßnahmen als auch eine Impfung gegen FSME eingeschränkt werden. Gegen Borreliose gibt es bisher keinen zugelassenen Impfstoff.
Es wird erwartet, dass durch die globale Erwärmung sowohl die Zahl der Betroffenen als auch die Schwere der Heuschnupfen-Symptome stark zunehmen wird. Nach einer 2016 erschienenen Arbeit in Environmental Health Perspectives steigt demnach in Europa die Zahl der Betroffenen, die allergisch auf Pollen des Beifußblättrigen Traubenkrautes reagieren, von derzeit 33 Millionen auf ca. 77 Millionen, wobei die stärksten Zunahmen in Staaten wie Deutschland, Polen und Frankreich auftreten werden. Die Pollensaison verlängert sich zudem in weiten Teilen Europas bis September und Oktober. Eine 2021 publizierte Studie kam zum Ergebnis, dass der menschengemachte Klimawandel die Pollensaison bereits nennenswert verlängert und die Pollenkonzentration verstärkt hat. Demnach verlängerte sich die Pollensaison in Nordamerika zwischen 1990 und 2018 um ca. 20 Tage, wobei ca. die Hälfte dieser Verlängerung auf die globale Erwärmung zurückzuführen ist. Zudem verstärkte sich der Pollenflug um ca. 21 %, ein Effekt, der durch die Erderwärmung etwas verstärkt wird.
Nach einer Studie der Weltgesundheitsorganisation (WHO) starben schon 2002 jährlich mindestens 150.000 Menschen an den indirekten Folgen der globalen Erwärmung, zu denen die WHO Nahrungsmangel, Herz-Kreislauf-Erkrankungen, Durchfall, Malaria und andere Infektionen zählt. Die meisten Opfer sind in Entwicklungsländern zu beklagen.

### Kriege und gewaltsame Konflikte
Seit 2007 mehren sich die Stimmen, die den Klimawandel als eine Gefahr für den Weltfrieden bezeichnen. Auf Anregung Großbritanniens debattierte der UN-Sicherheitsrat im April 2007 über dieses Thema. Ein US-amerikanisches, mit hohen Ex-Offizieren besetztes Beratungsgremium bezeichnete den Klimawandel in einem eigenen Bericht als eine Gefahr für die Sicherheit der Vereinigten Staaten. Der Bericht sieht den Klimawandel als einen „Gefahrenverstärker“ und erwartet u. a. eine erhebliche Zunahme globaler Migration durch Umweltflüchtlinge. Zudem erhielten das Intergovernmental Panel on Climate Change (IPCC) und Al Gore den Friedensnobelpreis für ihre Bemühungen, einen weiteren Klimawandel zu verhindern. Im Jahr 2014 stufte nun auch das Pentagon den Klimawandel erstmals als Bedrohung für die nationale Sicherheit ein. Das US-Verteidigungsministerium prüft diesbezüglich eine Neuausrichtung des Militärs, etwa bei der Verteilung der Vorräte.
Der Zusammenhang von Klimawandel und gewaltsamen Konflikten ist jedoch umstritten. Eine einflussreiche Studie aus dem Jahr 2009 stellt einen starken Zusammenhang zwischen wärmeren Temperaturen und dem Bürgerkriegsrisiko in Afrika fest, wurde jedoch aufgrund methodischer Mängel kritisiert. 2013 proklamierte eine Autorenteam um Solomon Hsiang in Science erneut einen robusten Einfluss von Temperatur- und Niederschlagschwankungen auf verschiedene Formen von Gewalt, der sich jedoch bei Veränderungen der Forschungsdesigns als nicht robust erwies. Der Bürgerkrieg in Darfur (ab 2003) und kommunale Gewaltkonflikte in Kenia werden ebenfalls mit einer klimawandelbedingten Zunahme von Dürren in Verbindung gebracht. Andere Autorinnen und Autoren weisen jedoch darauf hin, dass Umweltveränderungen bestenfalls eine geringfügige Rolle in diesen Konflikten gespielt haben, während Armut, politische Diskriminierung und bestehende Konflikte deutlich relevanter sowohl für die verheerenden Folgewirkungen der Dürren als auch für den Ausbruch von Gewalt gewesen seien. Jüngst wurde der Einfluss des Klimawandels auf den Ausbruch des syrischen Bürgerkrieges (vermittelt über dürre-induzierte Land-Stadt-Migration) intensiv diskutiert.
In einer grundlegenden Studie identifiziert der WBGU vier Pfade, durch die der Klimawandel das Risiko für den Ausbruch gewaltsamer Konflikte erhöhen kann: Degradation von Süßwasserressourcen, Rückgang der Nahrungsmittelproduktion, klimabedingte Zunahme von Sturm- und Flutkatastrophen und umweltbedingte Migration. Alle vier Pfade können sowohl Unzufriedenheiten (etwa über höhere Nahrungsmittelpreise oder fehlende staatliche Unterstützung) erhöhen als auch die Opportunitätskosten für gewaltsames Handeln reduzieren (beispielsweise wenn staatliche Kapazitäten durch Katastrophen geschwächt werden oder sich Bauern in Dürrezeiten aufgrund fehlender Lebensgrundlagen von bewaffneten Gruppen rekrutieren lassen). Generell beeinflussen diese Pfade eher das Risiko innerstaatlicher Konflikte, während der Einfluss des Klimawandels auf zwischenstaatliche Kriege aktuell als vernachlässigbar angesehen wird. Jedoch wird nach Ansicht u. a. des Klimaforschers Jochem Marotzke reiche Länder wie Deutschland der Klimawandel vor allem indirekt betreffen, etwa durch Instabilitäten im internationalen Raum.
Autoren wie Miles-Novello und Anderson weisen zudem darauf hin, dass steigende Temperaturen zu einer höheren individuellen Aggressionsbereitschaft führen kann, was wiederum die Wahrscheinlichkeit kollektiver Konflikte erhöht. Eine Meta-Analyse aus dem Jahr 2016 von 69 Studienergebnissen entlang der Kategorien höhere Temperaturen, verminderte Niederschläge, mehr Extremniederschlagsereignisse, geringere Wasserverfügbarkeit, Bodendegradation und klimabedingte Naturkatastrophen zeigt, dass etwa die Hälfte aller bis dato existierenden Studien einen Zusammenhang von Klimawandel und gewaltsamen Konflikten (innerhalb von Staaten) findet, die andere Hälfte einen solchen Link jedoch nicht bestätigt. Seitdem publizierte, methodisch verbesserte Studien zeigen jedoch überwiegend, dass Klimaveränderungen wie beispielsweise stärkere Dürren das Risiko gewaltsamer Konflikte erhöhen, auch wenn sie nicht der wichtigste Treiber dieser Konflikte sind. Ein solcher Klima-Konflikt-Zusammenhang kann jedoch nur auftreten, wenn bestimmte Kontextfaktoren wie ethnische Diskriminierung oder fehlende Infrastruktur vorliegen. Ein Ende 2017 veröffentlichter Review der bestehenden Literatur bestätigt diesen Befund weitgehend.
Im Jahr 2022 kam eine Gruppe von Forschern, darunter Hans Joachim Schellnhuber und Johan Rockström, zum Schluss, dass sich die Forschung auf Szenarien fokussiere, bei denen die Folgen des Klimawandels moderat seien, und dabei schlimmstmögliche Szenarien (Worst-Case-Szenarien) außer Acht lasse. Die Autoren der Studie warnten vor einer „Risikokaskade“, bei der einzelne Folgen des Klimawandels weitere Probleme auslösen würden – etwa, indem Hitze und unbewohnbare Gegenden zu Migration, sozialen Unruhen und internationalen Konflikten führten. In die Risikobewertung müssten daher komplexere Zusammenhänge eingehen, als dies gegenwärtig der Fall sei.
Die Forschung zum Einfluss des Klimawandels auf gewaltsame Konflikte ist dennoch nach wie vor nicht frei von Kritik. Fünf Argumente sind in diesem Zusammenhang erwähnenswert: (1) Die Annahme eines Klima-Konflikt-Zusammenhangs beruht auf einem öko-deterministischen, wenn nicht sogar malthusianischen Weltbild, dient der Legitimation sicherheitspolitischer Interessen und lenkt von den wahren Ursachen gewaltsamer Konflikte (wie z. B. Ungleichheit und politische Instrumentalisierung) ab. (2) Die Ergebnisse statistischer Studien beruhen auf problematischen Modellen und lückenhaften Datensätzen. (3) Einzelfallstudien sind wenig geeignet, Aussagen über einen Einfluss klimabedingter Veränderungen und Konfliktdynamiken über den analysierten Fall hinaus treffen. (4) Die Forschung betrachtet überwiegend den Einfluss vergangener Umweltveränderungen. Allerdings kann der Einfluss des Klimawandels auf diese Veränderungen (noch) nicht klar nachgewiesen werden, während für andere mögliche Klimaveränderungen (rapide veränderte Monsun-Dynamiken, eisfreie Arktis, Schmelzen der Himalaya-Gletscher, Anstieg des Meeresspiegels) kaum historische Vorläufer existieren. (5) Die Forschung fokussiert sich bislang zu stark auf Regionen, in denen bereits gewaltsame Konflikte existieren. Dies führt zu einer Verzerrung der Stichprobe (da gewaltfreie Fälle unterrepräsentiert sind) und erlaubt nur begrenzte Einsichten in friedliche Anpassungsprozesse an den Klimawandel. Die Forschung zu Environmental Peacebuilding bietet hier vielversprechende Anknüpfungspunkte.

### Energieversorgung und -nutzung
Der Klimawandel beeinflusst in der Energiewirtschaft sowohl Nachfragemuster, zum Beispiel aufgrund von verändertem Heiz- und Kühlbedarf, als auch die Bereitstellung der Nutzenergie durch die Energiewirtschaft.
Es wird erwartet, dass steigende Temperaturen die Leistung von Wärmekraftwerken verringern, Schätzungen liegen bei 0,4 bis 0,7 % pro 1 °C Erwärmung. Hinzu kommt eine geringere Verfügbarkeit von Kühlwasser. So wird zum Beispiel, einer Modellrechnung von Forschern an der Universität Wageningen zufolge, in Europa und den Vereinigten Staaten zukünftig im Sommer dadurch, dass die Flüsse weniger Wasser führen und dieses wärmer ist, sich die Kapazität der auf Kühlwasser angewiesenen Wärmekraftwerke verringern und das Risiko für eine Reduktion der Stromproduktion um mehr als 90 Prozent im Schnitt dreimal so groß sein. Infolge eines heißen und trockenen Sommers wurden bereits 2003, 2006 und 2009 in Europa, 2007 und 2008 in den USA Kraftwerke heruntergefahren.
Bei der Wasserkraft reichen globale Schätzungen von keiner Veränderung bis hin zu Einbußen von ca. 6 % bei ungebremsten Treibhausgasemissionen; regional könnte, vor allem in hohen Breiten, 5–20 % mehr Energie gewonnen werden, in niedrigen Breiten sind Einbußen in ähnlicher Höhe möglich. Aussagen zu möglichen Veränderungen der durchschnittlichen Windgeschwindigkeiten, die für die Nutzung von Windenergie wichtig sind, wurden für Europa und Nordamerika mehrfach nach oben korrigiert: von ±15 % (2010) auf ±20 – ±30 % (2017). Für andere Regionen liegen nur wenige Studien vor, sie deuten z. B. für China oder Südafrika auf in etwa gleich bleibende Bedingungen hin. Bei der Solarenergie könnten sich zwei gegenläufige Effekte in etwa die Waage halten: eine vermehrte Sonneneinstrahlung durch abnehmende Wolkenbedeckung und der verringerte Wirkungsgrad durch höhere Temperaturen. Steigende Temperaturen, sich verändernde Niederschlagsmuster und weitere Faktoren beeinflussen die Produktion von Biomasse, die als Bioenergie genutzt wird (→ Abschnitt #Biomasse). Aussagen hierzu sind sehr unsicher, insgesamt könnten sich im Norden deutlich günstigere Produktionsbedingungen entwickeln, während im Süden Einbußen zu erwarten sind.
Der tauende Permafrost und Extremwetterereignisse gefährden den Betrieb von Pipelines. Auch das Stromnetz wird durch den Klimawandel beeinflusst: Extremwetterereignisse stellen, zum Beispiel durch umstürzende Bäume, gefrierenden Niederschlag oder Waldbrände, für das Übertragungsnetz ein Risiko dar, steigende Temperaturen erhöhen die Übertragungsverluste.

### Tourismus
Im Tourismus dürfte es bezüglich des Sommerurlaubs tendenziell zu einer Verschiebung der Touristenströme zu Gunsten der kühleren äquatorfernen Gebiete und zu Lasten der tropischen und subtropischen Länder kommen. Tourismusziele in Russland oder Kanada können dabei unter Umständen mit Steigerungen des Tourismusaufkommens um ein Drittel bis 2025 rechnen. Noch bedeutendere Auswirkungen auf den Tourismus als die globale Erwärmung dürften aber aus wissenschaftlicher Sicht weiterhin die wirtschaftliche und die Bevölkerungsentwicklung haben.
Wirtschaftliche Nachteile werden aufgrund von Schneemangel in Skigebieten erwartet, insbesondere in den in niedrigen und mittleren Lagen gelegenen Gebieten. So hat eine Studie aus der Schweiz ergeben, dass im dortigen Wintertourismus bei einer Temperaturerhöhung von 2 °C mit einem hohen Wertschöpfungsverlust von 1,78 bis 2,28 Milliarden CHF (1,131–1,159 Milliarden Euro) pro Jahr zu rechnen ist. Zum Vergleich: Derzeit beträgt die Bruttowertschöpfung des Wintersports in der Schweiz ca. 5,3 Milliarden CHF (ca. 3,4 Milliarden €) pro Jahr. Besonders stark werden die Voralpen und der Kanton Jura betroffen sein, gesamtschweizerisch liegt laut interpretierter Daten von Marty et al. aus dem Jahr 2017 bis ins Jahr 2060 ein Fünftel aller Schweizer Liftanlagen des Jahres 2018 in Bereichen, in denen ab Mitte des Jahrhunderts nur in Ausnahmefällen genügend Schnee für einen Betrieb läge. Mit Stand 2024 sind alleine in Frankreich seit den 1970er-Jahren etwa 180 Skigebiete aufgegeben worden.

### Umweltflucht und Umweltmigration
In Weltregionen, wo der Klimawandel die Lebensbedingungen nachhaltig beeinträchtigt oder unerträglich macht, ergeben sich in Gestalt von Umweltflüchtlingen zunehmende Fluchtbewegungen. Dies ist vor allem in der „Dritten Welt“ zu erwarten, wo angestammte Lebensräume und lebenswichtige Ressourcen wie Trinkwasser einerseits z. B. durch die global steigenden Meeresspiegel (Bangladesch, Carteret-Inseln, Fidschi – und Marshallinseln, Kiribati, Shishmaref) und andererseits z. B. durch zunehmende Wasserknappheit in semiariden Regionen (Afrika) beeinträchtigt sind bzw. verloren gehen. Nach Aussage des Soziologen Manfred Wöhlcke mangelte es mit Stand von 2002 an hinreichend vielen und methodisch einwandfreien Studien zur Umweltmigration: In vorliegenden Studien sei es oft unklar, nach welchen Kriterien Flüchtlinge (und ihre Nachkommen) als Umweltflüchtlinge eingestuft würden, und meist liege eine Mischung von Migrationsmotiven vor. Er wies auch darauf hin, dass Umweltflüchtlinge nirgendwo zentral erfasst werden. Wöhlcke begründete zugleich seine Auffassung, dass es plausibel ist, dass ökologische Motive beim globalen Wanderungsgeschehen „von ganz erheblicher Bedeutung“ sind.
In einer Studie aus dem Jahr 2020 projizierten Forscher, dass ohne Maßnahmen zum Klimaschutz – oder untragbar hoher Emigrationsraten – in verschiedenen Szenarien des Bevölkerungswachstums ein Drittel der Menschen weltweit innerhalb der nächsten 50 Jahren eine jährliche Durchschnittstemperatur von >29 °C erleben würden. Diese findet man derzeit nur auf 0,8 % der Erdoberfläche vor – vor allem in der Sahara. Die am stärksten betroffenen Gebiete gehören zu den ärmsten der Welt und haben derzeit eine geringe Anpassungskapazität. Neuere Studien halten selbige Betroffenheitszahlen bereits im vom Weltklimarat als am wahrscheinlichsten angenommenen Szenario für realistisch. Derzeit seien durch die Klimaerwärmung bereits neun Prozent der Weltbevölkerung (gut 600 Millionen Menschen) betroffen. Ein internes Papier der Bundesanstalt Technisches Hilfswerk (THW) rechnet aufgrund der globalen Erwärmung mit einem Anstieg der weltweiten Migration auf bis zu eine Milliarde Menschen in den kommenden Jahrzehnten.

## Wirtschaftliche Auswirkungen

### Sektoren

#### Landwirtschaft
| Auswirkungen der globalen Erwärmung auf das landwirtschaftliche Produktionspotenzial (2080) |                                |                               |
| Land                                                                                        | ohne Kohlenstoffdioxid-Düngung | mit Kohlenstoffdioxid-Düngung |
| Australien                                                                                  | −27 %                          | −16 %                         |
| Brasilien                                                                                   | −17 %                          | −4 %                          |
| China                                                                                       | −7 %                           | 7 %                           |
| Deutschland                                                                                 | −3 %                           | 12 %                          |
| Frankreich                                                                                  | −7 %                           | 7 %                           |
| Indien                                                                                      | −38 %                          | −29 %                         |
| Indonesien                                                                                  | −18 %                          | −6 %                          |
| Italien                                                                                     | −7 %                           | 7 %                           |
| Japan                                                                                       | −6 %                           | 8 %                           |
| Kanada                                                                                      | −2 %                           | 13 %                          |
| Pakistan                                                                                    | −30 %                          | −20 %                         |
| Philippinen                                                                                 | −23 %                          | −12 %                         |
| Mexiko                                                                                      | −35 %                          | −26 %                         |
| Russland                                                                                    | −8 %                           | 6 %                           |
| Spanien                                                                                     | −9 %                           | 5 %                           |
| Südkorea                                                                                    | −9 %                           | 4 %                           |
| Thailand                                                                                    | −26 %                          | −15 %                         |
| Türkei                                                                                      | −16 %                          | −4 %                          |
| Vereinigtes Königreich                                                                      | −4 %                           | 11 %                          |
| Vereinigte Staaten                                                                          | −6 %                           | 8 %                           |
| Welt                                                                                        | −16 %                          | −3 %                          |

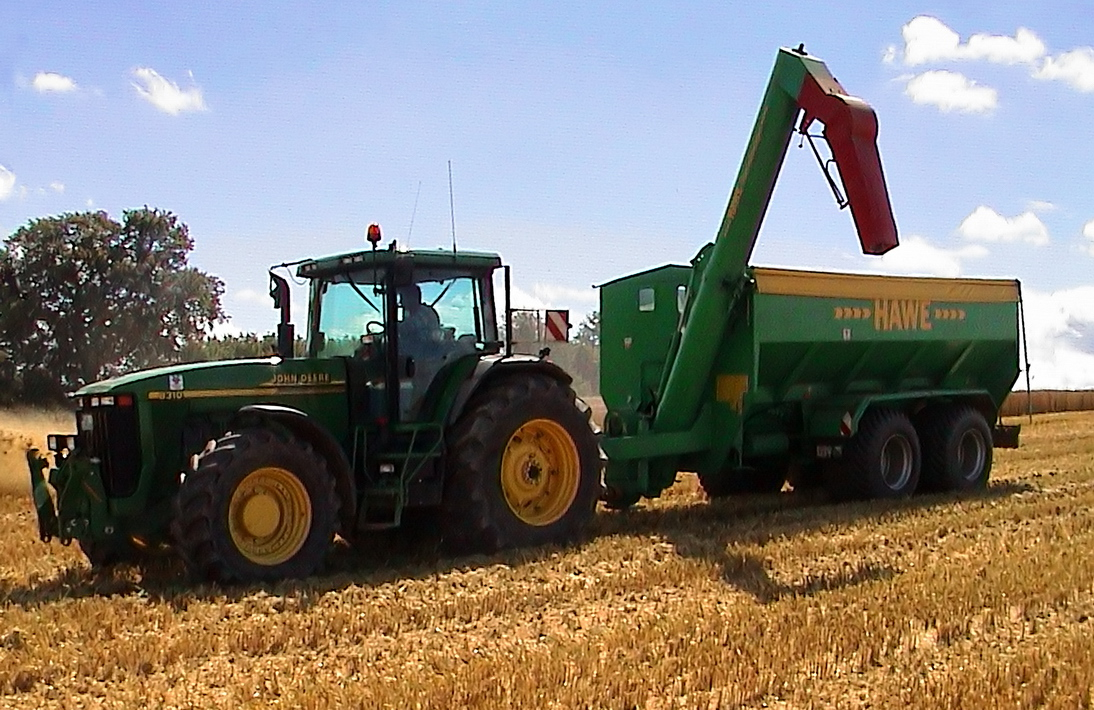
Die Landwirtschaft ist stark vom lokalen Klima abhängig.

Ein den Menschen direkt betreffendes Problem der Verschiebung von Vegetationszonen sind Veränderungen der Erträge aus der Landwirtschaft. Die landwirtschaftliche Produktivität wird sowohl von einer Temperaturerhöhung als auch von einer Veränderung der Niederschläge betroffen sein. Zusätzlich ist von entscheidender Bedeutung, ob sich durch steigende Kohlenstoffdioxidkonzentrationen ein Düngungseffekt ergibt. Letztlich ist bezüglich der Auswirkungen maßgeblich, in welchem Umfang und zu welchen Kosten sich die Landwirtschaft anpasst, und in Zukunft anpassen kann und anpassen wird, etwa durch Verwendung anderer (vorhandener oder noch zu züchtender) Pflanzensorten oder anderer Anbaupraktiken und mit welchen Begleiterscheinungen und Rückkoppelungen diese Anpassungsleistungen wiederum verbunden sind. Global ist, grob gesehen, mit einer Verbesserung der landwirtschaftlichen Möglichkeiten in den gemäßigten und kühleren Klimazonen und einer Verschlechterung in den tropischen und subtropischen Gebieten zu rechnen. Die Tatsache, dass es unter den heutigen Bedingungen schon in vielen besonders betroffenen Regionen schwerfällt, einen funktionalen Agrarsektor zu gestalten, wird die damit verbundenen Probleme wahrscheinlich weiter verschärfen.
Für den Zeitraum 1981–2002 wurde ein negativer Einfluss von steigenden Temperaturen auf die globalen Ernteerträge von Weizen (−18,9 % pro Jahr), Mais (−12,5 %) und Gerste (−8 %) festgestellt. Für Reis (−1,6 %), Sojabohne (+1,8 %) und Sorghumhirsen (−0,8 %) wurden geringere negative bzw. positive Effekte geschätzt. Die negativen Effekte seien durch steigende Kohlenstoffdioxidkonzentrationen und technologische Anpassungen mehr als wettgemacht worden, stellen aber für sich genommen einen Ertragsverlust von etwa 40 Megatonnen pro Jahr dar. Ohne die Temperaturanstiege seit 1981 wären die Weizen-, Mais- und Gerstenerträge im Jahr 2002 um 2–3 % höher gewesen.
In den 1980er Jahren durchgeführte Laborexperimente zu den Düngungseffekten einer steigenden Kohlenstoffdioxidkonzentration in der Luft dienten bis vor einigen Jahren als Parameter in den Schätzungen zu den Ertragseffekten der globalen Erwärmung. Darauf basierende Prognosen hatten ergeben, dass negative Ertragseffekte durch steigende Temperaturen von positiven Ertragseffekten durch steigende Kohlenstoffdioxidkonzentrationen mehr als ausgeglichen werden würden. Jüngere Freilandversuche mit der FACE-Technologie hingegen zeigen an, dass die aus den Laborexperimenten abgeleiteten Düngungseffekte um etwa 50 % überschätzt worden seien. Die Freilandversuche suggerieren, dass zukünftige globale Erwärmungstendenzen trotz Kohlenstoffdioxid-Düngung eher negative Ertragseffekte haben werden. Hierdurch biete sich jedoch die Chance, mithilfe von Pflanzenzüchtung (inklusive Grüner Gentechnik) und Pflanzenbauwissenschaft eine höhere Kohlenstoffdioxidkonzentration besser auszunutzen.
Die Europäische Union hat im Rahmen des Vierten Rahmenprogramms für Forschung und Entwicklung im Bereich Umwelt und Klima die Effekte auf die EU-Mitgliedstaaten untersucht und ist zu dem Ergebnis gekommen, dass die Produktivitätsunterschiede zwischen verschiedenen Nutzpflanzenarten zunehmen werden. In Teilen Südeuropas könnte es bei Überschreiten einer Temperaturobergrenze von einzelnen Pflanzenarten zu Missernten kommen, während es in Europa unter Umständen möglich sein wird, dank einer wärmeren und längeren Vegetationsperiode ein breiteres Spektrum von Arten anzubauen. Die Auswirkungen auf die gegenwärtig angebauten Arten werden voraussichtlich in Südeuropa eher negativ, in Nordeuropa eher positiv ausfallen.
Die durchschnittlichen erwarteten Auswirkungen der von sechs Klimamodellen prognostizierten Veränderungen von Temperatur und Niederschlag bis in die 2080er Jahre auf die Landwirtschaft deuten auf einen Rückgang des Produktionspotenzials hin. Das globale Produktionspotenzial würde um ca. 16 % zurückgehen, in Entwicklungsländern um 21 %, in Industrieländern um 6 %. Diesem Szenario liegt die Annahme zugrunde, dass eine Kohlenstoffdioxiddüngung durch einen erhöhten Anteil von Kohlenstoffdioxid-Gehalt in der Luft nicht stattfinden wird, auch sind mögliche Schäden durch extreme Wetterereignisse und möglicher höherer Schädlings- und Krankheitsbefall nicht berücksichtigt. Sollte die Düngung stattfinden, wird der globale Rückgang des Produktionspotenzials auf 3 % geschätzt. Unter diesem Szenario käme es zu einem Zuwachs des Potenzials in Industrieländern um 8 %, während das Produktionspotenzial in Entwicklungsländern um 9 % sinken würde. Die Landwirtschaft Indiens würde massiv unter der globalen Erwärmung zu leiden haben, mit Rückgängen im Produktionspotential von 30–40 %. In Deutschland würde das landwirtschaftliche Produktionspotenzial bei Ausbleiben der Kohlenstoffdioxid-Düngung um 3 % ab-, andernfalls um 12 % zunehmen. Eine Studie diagnostizierte für Australien zum erhebliche Spill-Over-Effekte auf Ernährungssicherheit, -gesundheit und Lieferkettenstabilität diverser Branchen.
Der Klimawandel beeinflusst nicht nur die landwirtschaftliche Produktivität, sondern auch den Nährwert wichtiger Feldfrüchte, wie Reis, Kartoffeln oder Getreide. Höhere CO2-Konzentrationen führen wahrscheinlich zu einem geringeren Gehalt an Proteinen, Mikronährstoffen – zum Beispiel Zink und Eisen – und Vitamin B. Der Gehalt an Vitamin E könnte zunehmen. Für Menschen, die an Proteinmangel (schätzungsweise 700 Mio. Menschen weltweit), Zinkmangel (ca. 2 Mrd. Menschen) und Eisenmangel (ca. 1,5 Mrd. Menschen) leiden, stellen abnehmende Gehalte dieser Mikronährstoffe in pflanzlichen Nahrungsmitteln ein ernsthaftes Risiko dar, zudem werden einer Hochrechnung zufolge – unter der Annahme gleich bleibender Ernährungsweisen – bei einer CO2-Konzentration von 550 ppm, wie sie in der zweiten Hälfte des 21. Jahrhunderts überschritten werden könnte, mehrere hundert Millionen Menschen zusätzlich unter einem solchen Mangel leiden. Besonders betroffen sind Süd- und Südostasien, Afrika und der Nahe Osten.
Betrachtet man hingegen nicht nur den Klimawandel, sondern auch die Belastung der Reisfelder mit Arsen, könnte die Reisernte bis 2100 um 42 % zurückgehen.
Laut der Klimaexpertin Balgis Osman-Elasha trifft der Klimawandel Frauen oft unverhältnismäßig stark.
Der Klimawandel und auch die steigenden CO2-Konzentrationen selbst beeinflussen, regional und je Emissionsszenario sehr unterschiedlich, die Landwirtschaft und Nahrungsmittelproduktion, den Zugang zu Nahrungsmitteln sowie deren Nährstoffgehalt, mit Folgen für die menschliche Gesundheit. In einigen hohen Breiten wurden bislang positive Effekte beobachtet, insgesamt überwogen auch schon 2014 die negativen Folgen (→ #Landwirtschaft).

#### Weinbau

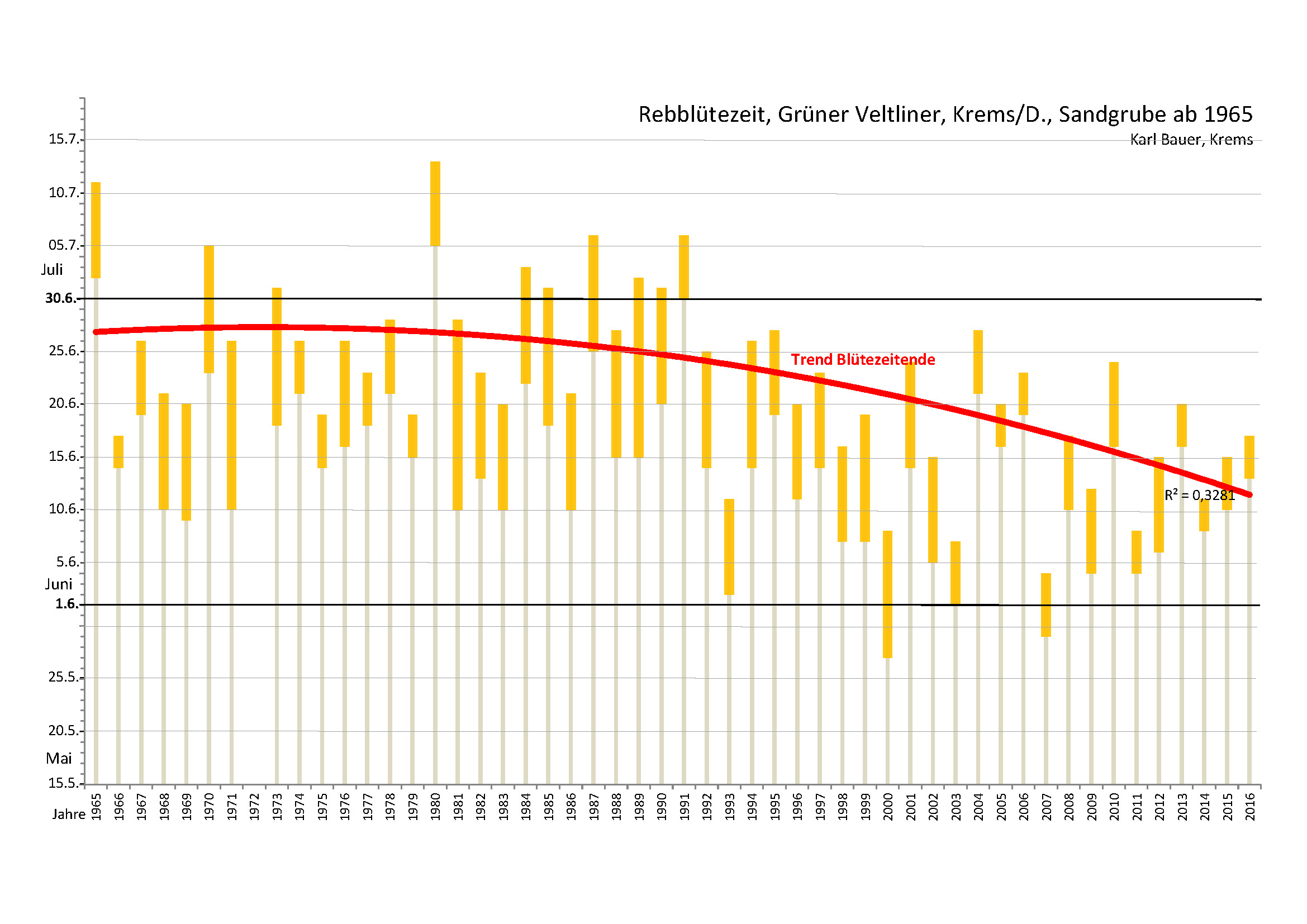
Verlauf der Rebblüte bei der Rebsorte Grüner Veltliner (Weinbauschule Krems, Sandgrube) ab 1965. Besonders in den letzten 15 Jahren hat sich die Rebblüte von früher durchschnittlich Mitte bis Ende Juni zum Monatsbeginn Juni verschoben.

Die globale Erwärmung wirkt sich auf den Weinbau aus; so hat sich in den letzten beiden Jahrzehnten die Rebblütezeit und damit der Reifebeginn der Trauben im Herbst nach vorne verlagert.

### Schadensanalyse und Schadensschätzungen
Bei der Abschätzung der Folgekosten eines ungebremsten Klimawandels bestehen große Unsicherheiten. Das Deutsche Institut für Wirtschaftsforschung (DIW) schätzte 2005 noch, dass bis zum Jahr 2050 Schäden von bis zu 200 Billionen US-Dollar auftreten könnten. Im Jahr 2021 werden die Kosten der Klimakrise für die Weltgemeinschaft um ein vielfaches höher eingeschätzt.
Bei einer Expertenumfrage meinten 2015 knapp zwei Drittel der teilnehmenden Ökonomen, dass schon jetzt oder in den nächsten Jahren der Klimawandel global überwiegend Schäden verursachen würde, weitere 26 %, dass dies spätestens 2050 der Fall sein würde, nur 2 % glaubten, dass auch nach dem Jahr 2100 die Schäden nicht überwiegen würden. Mehr als drei Viertel bejahten die Frage, dass die globale Erwärmung langfristig das Wirtschaftswachstum schwächen würde. Insgesamt 93 % der teilnehmenden Ökonomen sprachen sich für Maßnahmen angesichts des Klimawandels aus, eine Mehrheit hielt drastische Maßnahmen für erforderlich.
Eine Studie aus dem Jahr 2020 schätzt, dass die globale Wirtschaftsleistung im Jahr 2100 ohne durchgreifende Klimapolitik um sieben bis 14 Prozent niedriger wäre, als sonst zu erwarten ist.
Bis Ende des Jahrhunderts werden schätzungsweise zwischen 1,5 bis 10 Prozent der weltweiten Wirtschaftsleistung für Klimaschäden ausgegeben. Einer Studie aus 2021 zur Folge könnten je nach Ausprägung des Klimawandels zwischen 6 und 51 Prozent des globalen Bruttoinlandsprodukts bis zum Jahr 2100 ausgegeben werden.
Investitionen in Bildung, Gesundheit oder Sozialsysteme sind wichtige Voraussetzungen für Anpassungen an die globale Erwärmung. Entwicklung – einschließlich eines zügigeren Erreichens der Ziele für nachhaltige Entwicklung – ist erforderlich, um die Resilienz von Menschen, Gemeinschaften und Ländern gegenüber den Folgen des Klimawandels zu erhöhen. Die Weltbank ermittelte 2024, dass global 1,2 Milliarden Menschen von den Folgen des Klimawandels potentiell in ihrer Existenz gefährdet seien. Der Anteil Menschen, die einem hohen Risiko klimawandelbedingter Gefahren ausgesetzt sind, sei aber in der Zeit von 2010 bis 2021 wegen der rasanten wirtschaftlichen Entwicklung in Asien von 36 Prozent auf 18 Prozent der Weltbevölkerung zurückgegangen. Dies demonstriere den „globalen Fortschritt“ und illustriere den Nutzen wirtschaftlicher Entwicklung für die Klimaresilienz.

#### Extremwetter
Die Häufigkeit von Extremwetterereignissen und die wirtschaftlichen Schäden infolge solcher Ereignisse sind zwischen 1960 und 2000 gestiegen. Die zunehmende Häufigkeit extremer Wetterereignisse führt laut Analysen der Großbank Barclays auf globaler Ebene führte seit den 1970er Jahren zu steigenden Kosten. Die Forschung beschreibt einen starken Zusammenhang zwischen der Häufigkeit von Extremwetter und den Kosten zur Beseitigung und Reparatur ihrer Schäden. Während zwischen 1970 und '79 etwa 150 Mrd. $ als Folge extremer Wetterereignisse benötigt wurden, stieg die Zahl zwischen 1980 und '89 auf fast 500 Mrd. $ und in den folgenden zehn Jahren auf etwa 800 Mrd. $. Im darauffolgenden Jahrzehnt stiegen die Kosten auf fast 1,3 Billionen Dollar, gefolgt von einer etwas geringeren Zahl von 1,1Bil. $ für 2010–19. Zeitgleich stieg die Anzahl der Extremwetterereignisse pro Dekade von ca. 800 von 1970–79 auf ca. 3.800 in der Dekade 2010–2019. Die Investmentbank Barclays, die diese Zahlen veröffentlicht, kann den Rückgang der Gesamtkosten in der letzten gemessenen Episode nicht erklären, während die Zahl der Extremereignisse gestiegen ist. Bei der Analyse nach Regionen sind die größten Kosten in Nord-/Zentralamerika und der Karibik entstanden, gefolgt von Asien, dann Europa, dem Südwestpazifik, Südamerika und Afrika.
Rechnungen zur Folge werden jedes Jahr rund 210 Milliarden US-Dollar für Schäden durch Extremwetter ausgegeben.

#### Arbeit
Da der menschliche Körper unter Hitze weniger, langsamer und unsauberer arbeitet, gehen der Weltwirtschaft durch globale Erwärmung jährlich hochgerechnet bis zu 2 Billionen Dollar verloren. Hinsichtlich der Erderwärmung wird eine Verdopplung dieser Summe bis 2050 erwartet.

#### Versicherungsschäden
Ein im November 2006 herausgegebener Bericht der Finance Initiative des United Nations Environment Programme (UNEP) gab an, dass sich die Versicherungsschäden gegenwärtig alle 12 Jahre verdoppeln. Hält dieser Trend an, rechnet das UNEP mit dem Erreichen einer jährlichen Schadenssumme von über einer Billion Dollar in drei bis vier Jahrzehnten. Wie die World Meteorological Organization (WMO) jedoch klarstellt, liegt die zunehmende Auswirkung von tropischen Wirbelstürmen in jüngerer Zeit in erster Linie an der wachsenden Konzentration von Bevölkerung und Infrastruktur in Küstenregionen.
Die britische Association of British Insurers rechnet in einem Bericht von 2005 mit um zwei Drittel steigenden versicherten Schäden bis 2080 lediglich durch Stürme, und zwar auf dann jährlich 27 Milliarden Dollar allein in den Märkten USA, Japan und Europa. Die Schäden durch Überflutungen in Großbritannien sieht die Association um das Fünfzehnfache erhöht. Die Berechnungen gelten alle für ansonsten unveränderte sozioökonomische Bedingungen, beziehen also weder Aspekte der Bevölkerungsentwicklung noch den in der jüngeren Vergangenheit beobachtbaren Trend zur Ansiedlung in attraktiven, aber besonders verwundbaren Küstenregionen. Zu einer ähnlichen Prognose kommt ein Bericht der amerikanischen Versicherer, laut dem sich die Versicherungsschäden durch Hurrikans alle zehn Jahre verdoppeln werden, weil die Baukosten wie auch die Zahl der Gebäude zunehmen und sich die Art der Ausführung ändert.
Nach Angaben der Münchener Rückversicherungs-Gesellschaft besteht ein deutlich erkennbarer Trend hin zu schwereren und kostspieligeren Naturkatastrophen. Der Zusammenhang zwischen diesen und dem globalen Klimawandel ist keineswegs eindeutig, da neben Überschwemmungen und Sturmschäden auch Ereignisse wie Tsunamis oder Erdbeben mitgezählt werden. Dennoch erhöht nach Auffassung der Forscher des Potsdam-Institut für Klimafolgenforschung eine steigende Erdtemperatur die Wahrscheinlichkeit für wetterbedingte katastrophale Ereignisse. Im Versicherungswesen ergeben sich daraus steigende Kosten für die Versicherungsnehmer oder, in besonders gefährdeten Gebieten, die Weigerung der (Rück-)Versicherer, angesichts unkalkulierbar werdender Kosten überhaupt Versicherungspolicen anzubieten.
Im Jahr 2008 beliefen sich die Schäden aus Naturkatastrophen auf einem Rekordniveau von 200 Mrd. USD und 220 000 Toten. Die Münchener Rückversicherungs-Gesellschaft benennt als Ursache klar den Klimawandel.

#### Effekte auf europäisches Finanzsystem
Die europäische Zentralbank geht davon aus, dass ein großer Teil der Kredite an Unternehmen, die von physischen Risiken betroffen sind, über physische Sicherheiten in Form von Immobilien besichert werden. Wenn das Eigentum durch physische Einwirkungen beschädigt wird und nicht durch eine Versicherung abgedeckt ist, verringert diese Verbindung die Fähigkeit zur Schadensbegrenzung und erhöht die potenziellen Verluste der Banken. Die Zentralbank sieht für 30 % der Kredite an Unternehmen ein hohes oder sich erhöhendes Risiko für physische Schadenseinwirkung durch Überflutung, Hitze- oder Wasserstress. Vor allem Küstenregionen, sowie Slowenien, Tschechien und Österreich sind derzeit in erhöhter oder höchster Risikokategorie.
Ein hohes Risiko für Banken ist zu erwarten, wenn sie Kredite an Unternehmen in der Fertigungs- und Immobilienbranche, im Baugewerbe, im Hotel- und Gaststättengewerbe und in der Lebensmittelbranche vergeben, da die Wahrscheinlichkeit eines Verlusts ihrer Sicherheiten höher ist. Sehr problematisch für die internationale Finanzstabilität ist die Konzentration von 70 % dieser hochriskanten Engagements auf 25 Banken in Europa.

### Kostenschätzungen Klimaschutz
Das DIW und der Stern-Report rechnen für einen „effektiven Klimaschutz“ mit jährlichen Kosten von ca. 1 % des Welt-Bruttosozialprodukts. Einige Ökonomen halten diese Zahl für zu niedrig, zumal Stern auch hier von ausschließlich optimistischen Schätzungen ausgehe, etwa dass sich die Kosten für erneuerbare Energien bis zum 2050 auf ein Sechstel der heutigen Kosten reduzieren werden. Zudem ignoriere Stern, dass die kostspielige Reduktion von Treibhausgasen auf die von ihm vorgeschlagenen 550 ppm (CO2-Äquivalent) die globale Erwärmung lediglich hinauszögern, aber nicht aufhalten würde.
Während eine langfristig angelegte Klimapolitik, die einen entschiedenen aber schrittweisen Übergang zu einer dekarbonisierten Wirtschaft befördert, mit vergleichsweise geringen Kosten und Risiken einhergeht, kann eine späte und abrupte Realisierung wirksamer Klimaschutzmaßnahmen hingegen nicht nur zu höheren Klimaschäden, sondern auch zu massiven Marktwertverlusten von Unternehmen der fossilen Industrie und plötzlich steigenden Energiepreisen führen. Über Zweit- und Drittrundeneffekte besteht die Gefahr von Instabilitäten im Finanzsystem und in der Weltwirtschaft (siehe auch Kohlenstoffblase).